# Dunkerque (pel·lícula)
|  | Aquest article tracta sobre la pel·lícula de 2017. Si cerqueu detalls sobre la major evacuació de tropes Aliades des de Dunkerque, vegeu «Evacuació de Dunkerque». |

Dunkerque (originalment en anglès, Dunkirk) és una pel·lícula bèl·lica de 2017, escrita, dirigida i produïda per Christopher Nolan, que tracta els fets ocorreguts durant l'evacuació de Dunkerque, en el marc de la Segona Guerra Mundial. Entre els actors que participen en la pel·lícula destaquen Fionn Whitehead, Tom Glynn-Carney, Jack Lowden, Harry Styles, Aneurin Barnard, James D'Arcy, Barry Keoghan, Kenneth Branagh, Cillian Murphy, Mark Rylance i Tom Hardy. La pel·lícula és una coproducció britànica, estatunidenca, francesa i neerlandesa, i va ser distribuïda per Warner Bros. Ha estat doblada i subtitulada al català.
Dunkerque mostra l'evacuació des de tres perspectives: terra, mar i aire. Té pocs diàlegs, ja que Nolan pretenia crear el suspens a partir de les imatges i la música. La filmació va iniciar-se el maig de 2016 a Dunkerque i va acabar el setembre d'aquell any a Los Angeles, moment en què va començar la postproducció. El cinematògraf Hoyte van Hoytema va rodar la pel·lícula en format IMAX de 65 mm. Dunkerque mostra molts efectes pràctics, a més d'ocupar milers d'extres, avions i vaixells històrics per recrear l'evacuació.
La pel·lícula es va estrenar el 13 de juliol de 2017 al l'Odeon Leicester Square de Londres, i es va publicar al Regne Unit i als Estats Units el 21 de juliol següent en formats IMAX, 70 mm i 35 mm. Es tracta de la pel·lícula més taquillera de la història sobre la Segona Guerra Mundial, amb un total de $525 milions de dòlars d'ingressos a tot el món. Dunkerque va rebre bones crítiques pel seuy guió, la direcció, la música i les imatges; alguns crítics van afirmar que es tractava de la millor obra de Nolan, així com una de les millors pel·lícules bèl·liques de la història. Va rebre vuit nominacions a la 23a edició dels Critics' Choice Movie Awards, guanyant el premi a la millor edició; vuit nominacions als premis BAFTA; tres nominacions a la 75a edició dels Globus d'Or; i vuit nominacions a la 90a edició dels premis Oscar, incloses les categories de millor pel·lícula i millor director, la primera nominació a un Oscar que Nolan havia rebut mai per dirigir.

## Argument
El 1940, durant la Caiguda de França, centenars de milers de soldats aliats s'han retirat fins a Dunkerque. Tommy, un jove soldat britànic, és l'únic supervivent d'una emboscada alemanya. A la platja, es troba amb centenars de tropes que esperen ser evacuades, i es troba amb Gibson, que està enterrant un cos. Després d'un atac amb bombarders alemanys, es troben amb un home ferit. Porten al ferit cap a un vaixell hospital, esperant poder pujar a bord i escapar, però se'ls nega el pas. El vaixell acaba enfonsat per un torpede, i Tommy salva a Alex, un altre soldat. Durant la nit fugen en un destructor, però un torpede llançat per un submarí alemany l'enfonsa. Gibson salva Tommy i Alex, que són traslladats a la costa per un vaixell a rem.
Mentrestant, la Royal Navy requisa vaixells civils que poden acostar-se a la platja. A Weymouth, el sr. Dawson i el seu fill, Peter, salpen amb el seu vaixell, el Moonstone, abans de permetre a la marina que se l'emporti. Impulsivament, el seu amic adolescent, George, se'ls afegeix. Al mar, rescaten a un oficial en estat de xoc que troben a un vaixell enfonsat. Quan s'adona que Dawson es dirigeix cap a Dunkerque, l'oficial exigeix que es facin enrere, intentant apropiar-se del control del vaixell. En el combat conseqüent, George cau i pateix un greu cop al cap que el deixa cec.
Finalment, tres Spitfire creuen el canal de la Mànega en direcció a França. Després que el seu líder sigui abatut, el pilot Farrier assumeix el comandament tot i tenir una fuita al dipòsit. Aconsegueixen salvar un dragamines d'un bombarder alemany, però l'altra Spitfire és impactat i obligat a practicar un amaratge. El seu pilot, Collins, és rescatat pel Moonstone.

## Repartiment
- Fionn Whitehead: Tommy, un soldat britànic[7]
- Tom Glynn-Carney: Peter, fill del sr. Dawson[8][9]
- Jack Lowden: Collins, un pilot de Spitfire britànic[10]
- Harry Styles: Alex,[11] un soldat dels Argyll and Sutherland Highlanders[12]
- Aneurin Barnard: Gibson[13]
- James D'Arcy: el coronel Winnant[14]
- Barry Keoghan: George Mills[15][16]
- Kenneth Branagh: el comandant Bolton,[11] responsable del moll durant l'evacuació[17]
- Cillian Murphy: un soldat[9]
- Mark Rylance: el sr. Dawson, mariner i pare de Peter[9]
- Tom Hardy: Farrier, un pilot de Sptifire britànic[10]
- Brian Vernel: Highlander 1, soldat dels Argyll & Sutherland Highlanders, Cos expedicionari britànic
- Elliott Tittensor: Highlander 2, soldat dels Argyll & Sutherland Highlanders, Cos expedicionari britànic
- Kevin Guthrie: Highlander 3, soldat dels Argyll & Sutherland Highlanders, Cos expedicionari britànic
- Matthew Marsh: contra-almirall de la Royal Navy
- Michael C. Fox: l'enginyer dels Royal Engineers, Cos expedicionari britànic
- Jochum ten Haaf: el mariner holandès
- Damien Bonnard: el soldat del Exèrcit francès
- Will Attenborough: el sotstinent de la Royal Navy
- James Bloor: el soldat amb còlera, Cos expedicionari britànic
- Bobby Lockwood: el mariner qualificat de la Royal Navy
- John Nolan: el vell home cec
- Miranda Nolan: la infermera
- Tom Nolan: el tinent de la Royal Navy
- Kim Hartman: l'hostessa
- Michael Caine l'interlocutor de ràdio dels dos pilots de caça britàniques (cameo)

Fotos dels actors principals
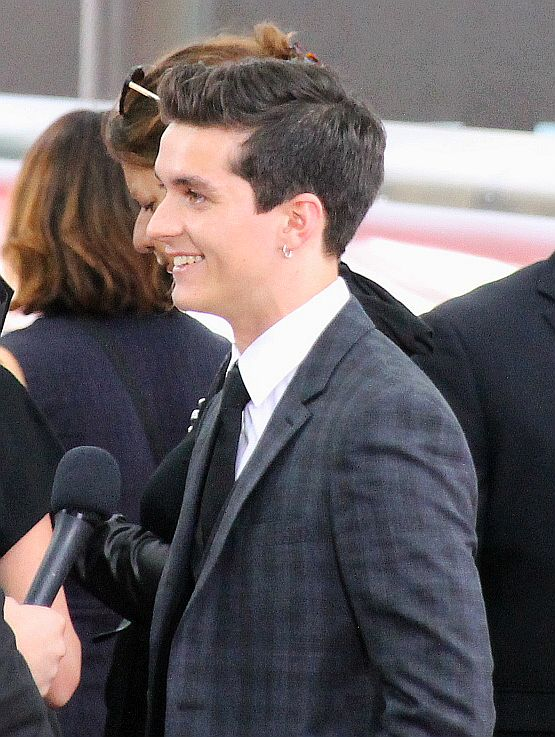
Fionn Whitehead
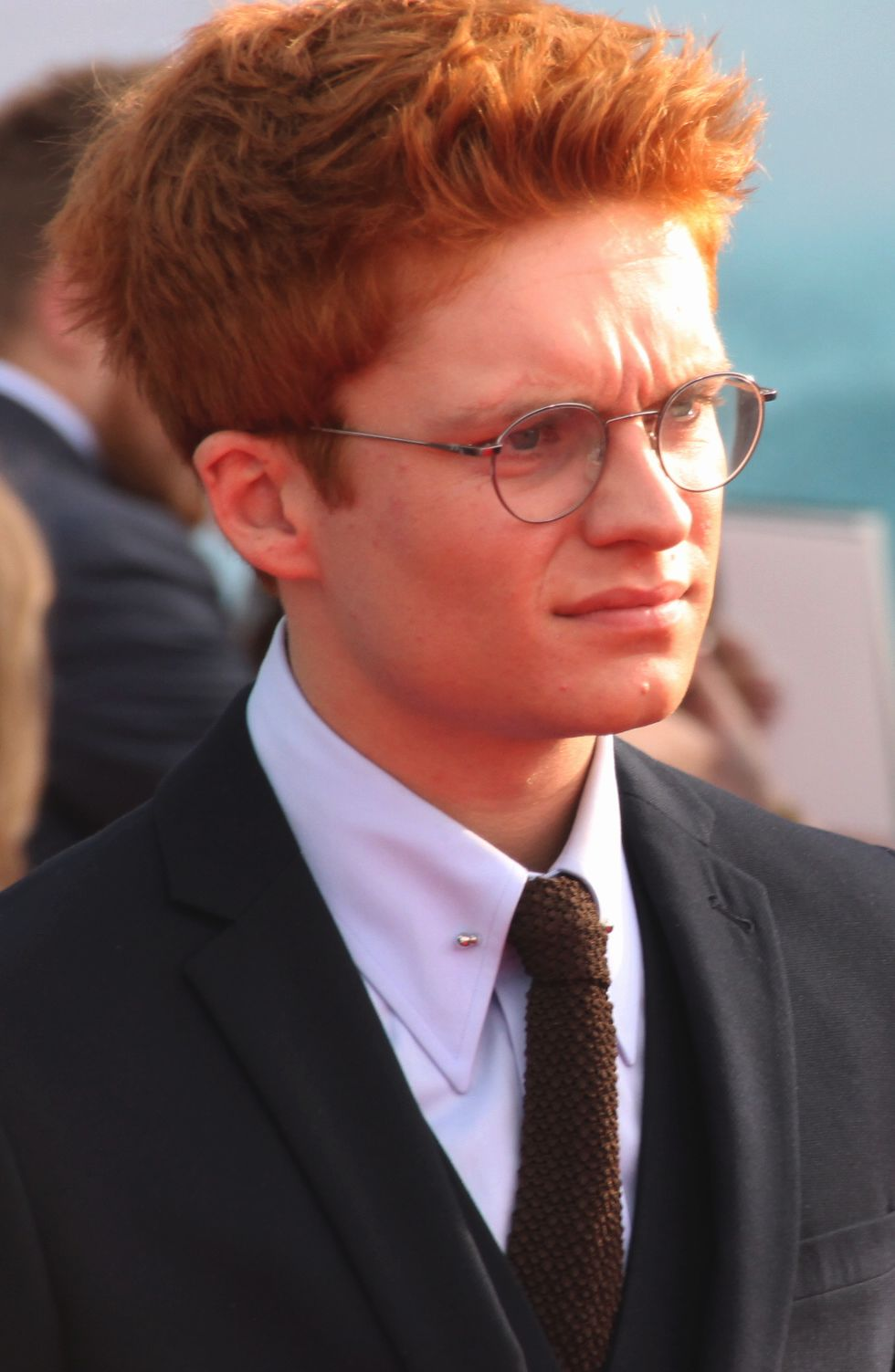
Tom Glynn-Carney
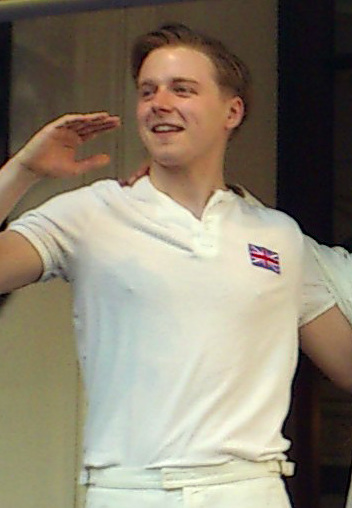
Jack Lowden
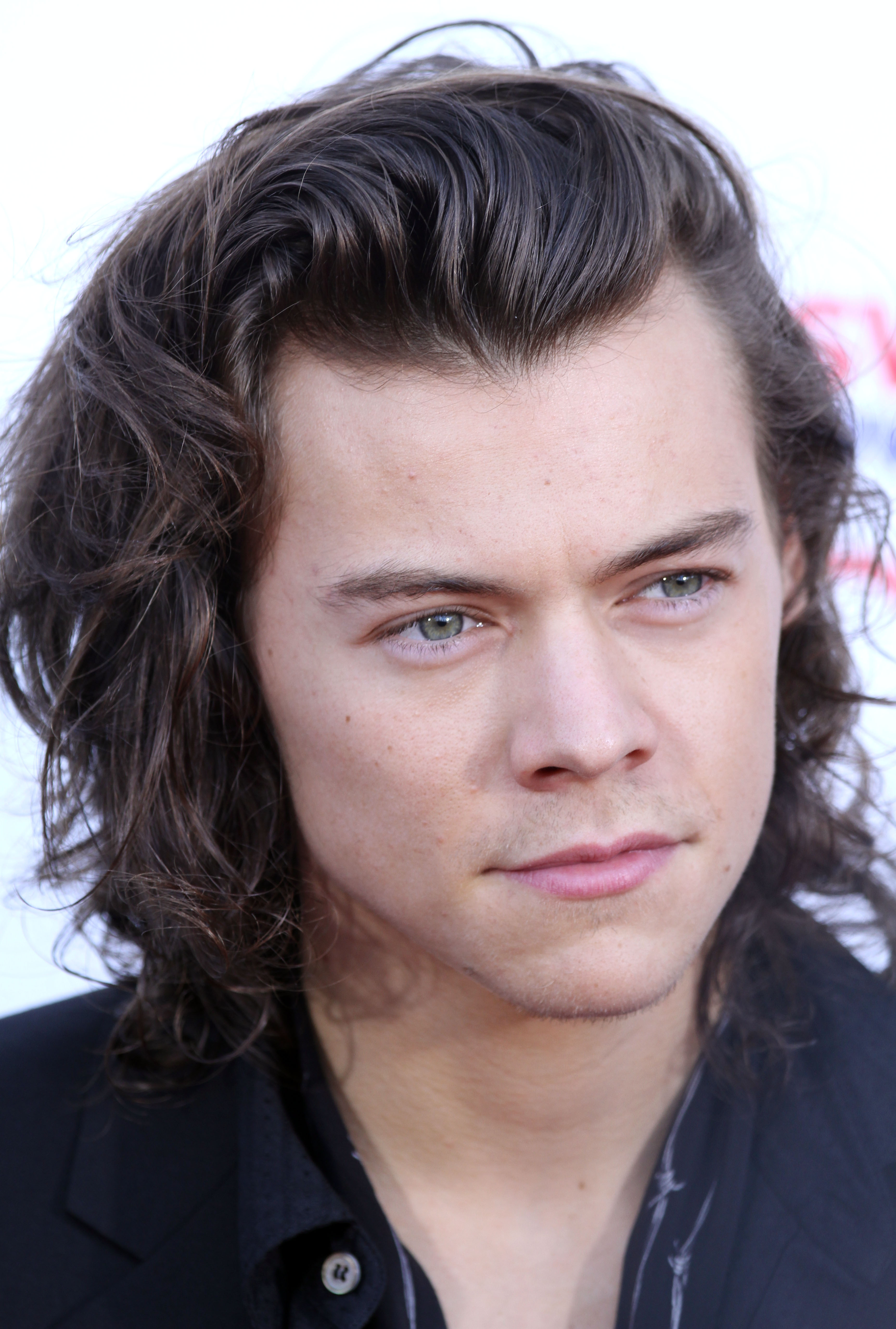
Harry Styles
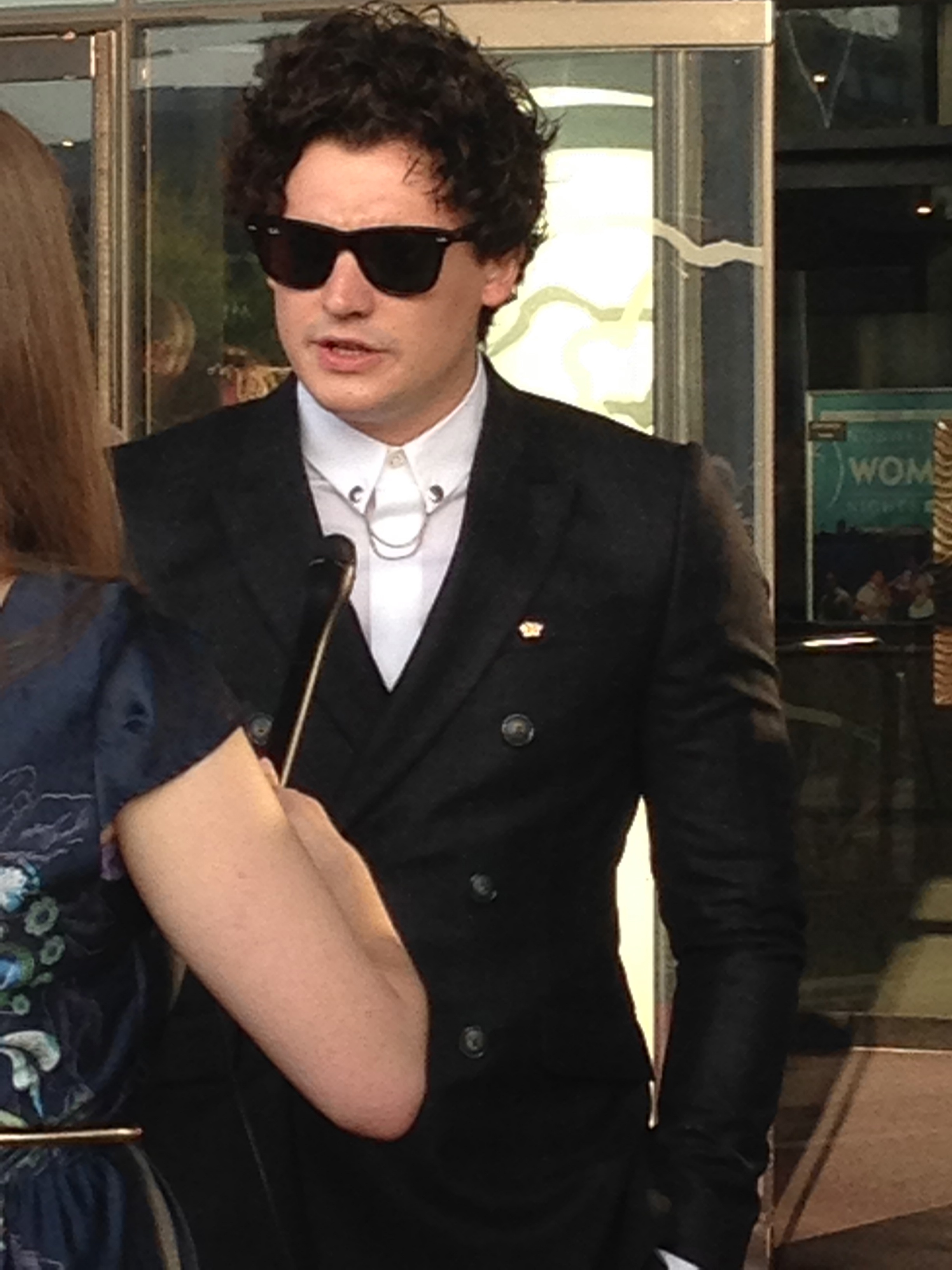
Aneurin Barnard
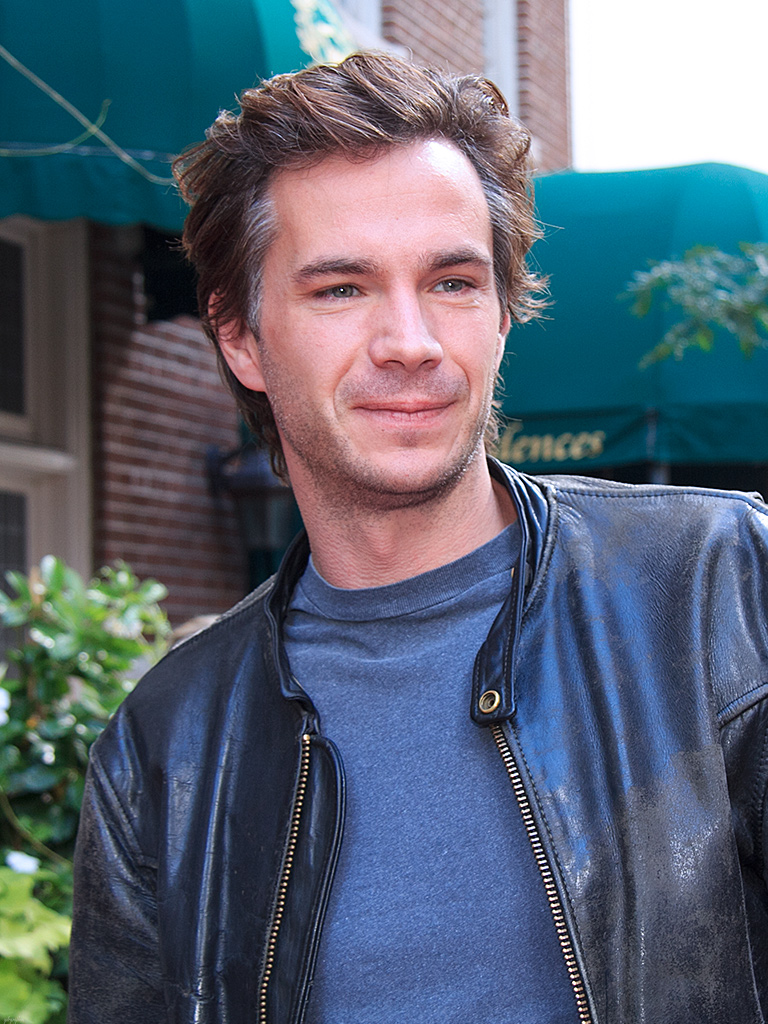
James D'Arcy
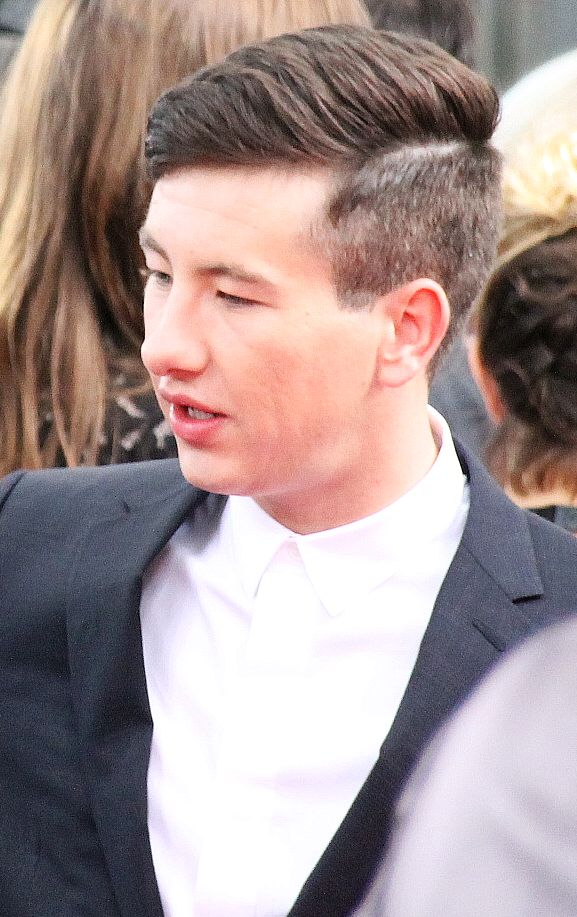
Barry Keoghan
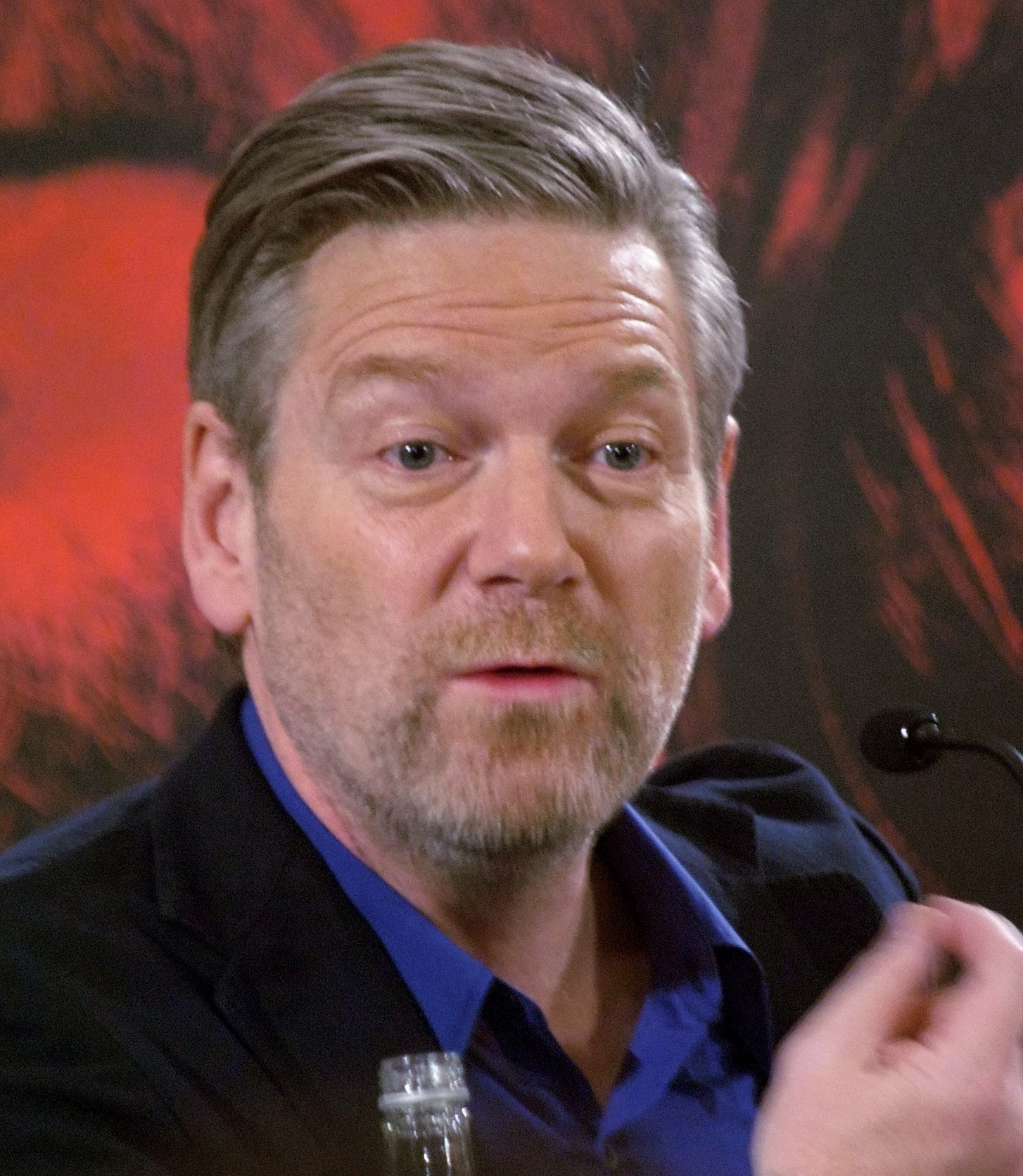
Kenneth Branagh
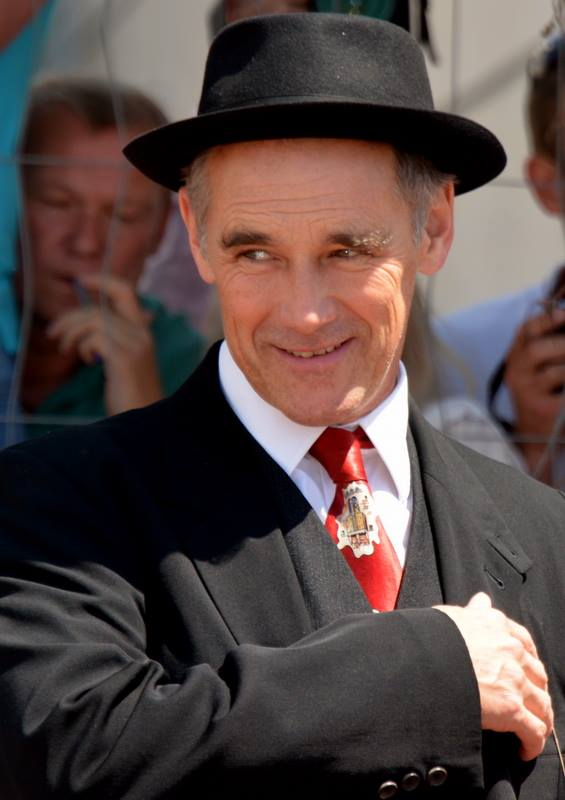
Mark Rylance
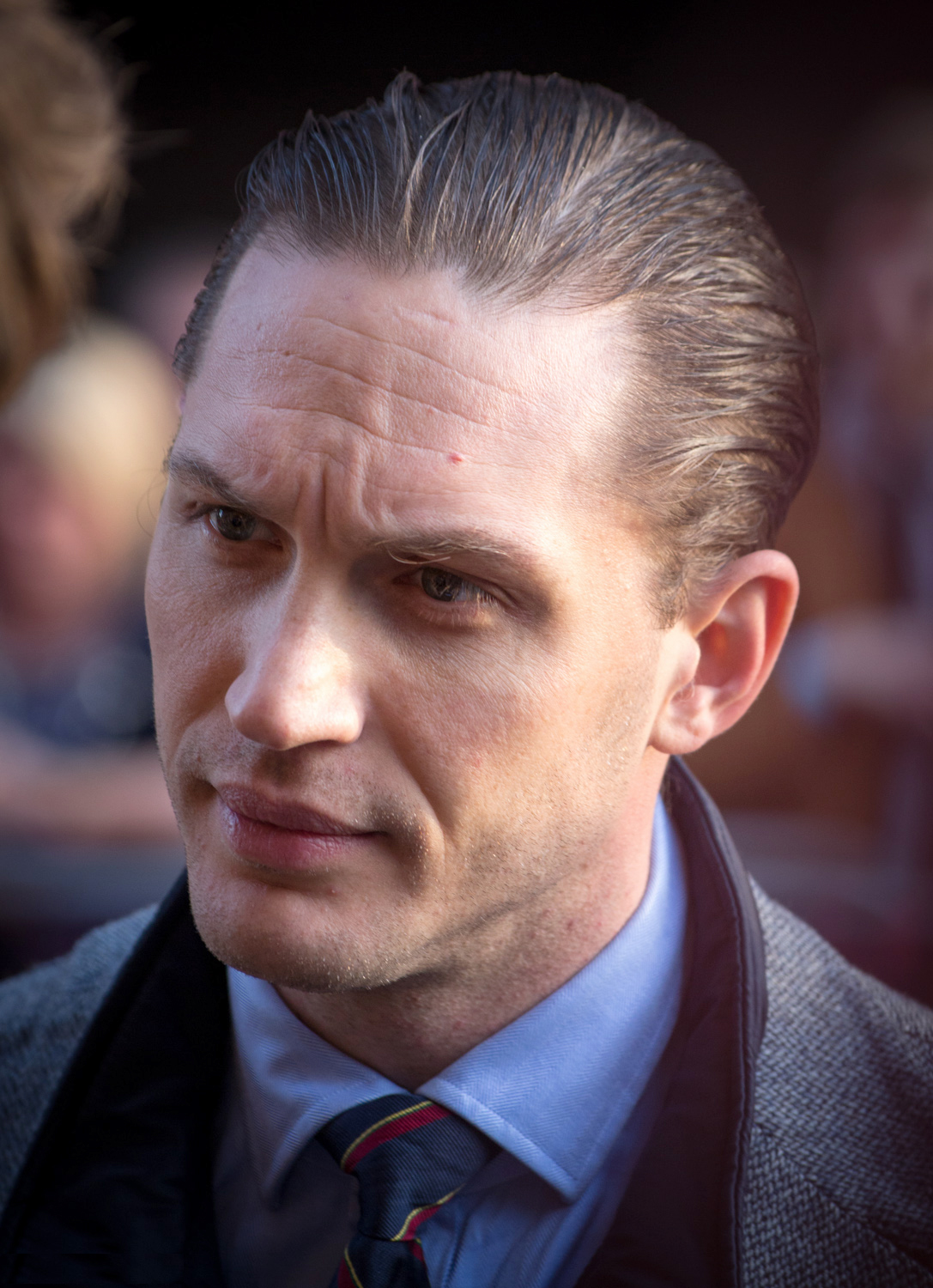
Tom Hardy

## Producció

### Desenvolupament
El director, Christopher Nolan, va concebre la pel·lícula a mitjans de la dècada de 1990, moment en què ell i la seva futura muller, Emma Thomas, van navegar pel canal de la mànega, seguint el recorregut de petits vaixells durant l'evacuació de Dunquerque. Nolan va considerar improvisar tota la pel·lícula, en lloc d'escriure un guió, però Thomas el va convèncer del contrari. El 2015, Nolan va escriure un guió de 76 pàgines, que era aproximadament la meitat de la llargada dels seus guions habituals, i el més breu fins aleshores. La seva estructura precisa necessitava personatges ficticis, més que no pas personatges basats en testimonis presencials.
La història s'explica des de tres perspectives: terra, mar i aire. Nolan va estructurar la pel·lícula des del punt de vista dels personatges, intentant utilitzar els efectes visuals, més que no pas un diàleg o una història anterior. Volia incorporar el què es coneix com a "efecte de la bola de neu", que fins aquell moment només havia fet servir en els tercers actes de les seves pel·lícules anteriors. Nolan explica que es va aproximar a la investigació com si volgués realitzar un documental, i que es va sentir atret pel projecte perquè era una inversió de la "fórmula de Hollywood": la batalla de Dunkerque no era ni una victòria ni hi havien participat forces estatunidenques, però tot i així necessitava una producció a gran escala per poder desenvolupar la pel·lícula.
Nolan va posposar Dunkerque fins que va aconseguir suficient experiència dirigint pel·lícules d'acció a gran escala. Per aproximar-se a la perspectiva dels soldats a la platja, pels quals el contacte amb l'enemic era "extremadament limitat i intermitent", no va mostrar alemanys en pantalla. Va ometre mostrar escenes de Winston Churchill i els generals als centres de comandament, ja que no volia "veure's afectat per la política d'aquella situació". Nolan va mostrar als membres de l'equip onze pel·lícules que l'havien inspirat: All Quiet on the Western Front, Le Salaire de la peur, Alien, Speed, Unstoppable, Greed, Sunrise, Ryan's Daughter, La Battaglia di Algeri, Chariots of Fire i Foreign Correspondent, de les quals només dues eren pel·lícules bèl·liques. El consultor històric va ser l'autor Joshua Levine, que també va escriure l'adaptació en llibre, Dunkirk: The History Behind the Major Motion Picture. Levine va acompanyar a Nolan quan aquest es va entrevistar amb veterans de guerra. En el transcurs d'aquestes entrevistes, a Nolan li van explicar la història de soldats que s'havien vist caminant cap al mar desesperats, que finalment va incorporar al guió.
L'equip de producció i els emplaçaments on es rodaria l'acció van ser escollits abans que Nolan i Thomas demanessin a Warner Bros. Pictures que produís la pel·lícula. Nolan i el seu dissenyador de producció, Nathan Crowley, van visitar la platja de Dunkerque mentre buscaven els emplaçaments, i van decidir rodar la pel·lícula allí tot i els problemes logístics que comportava, descartant Suffolk com a alternativa. Crowley va crear un departament d'art a l'antic garatge de Nolan, com és tradició, i va pintar antigues fotografies en blanc i negre per entendre millor la representació visual. El disseny estètic es va realitzar per semblar el més contemporani possible. Hoyte van Hoytema, que havia col·laborat prèviament amb Nolan a Interstellar, va ser escollit com a director de fotografia. The Hollywood Reporter va publicar que Nolan havia arribat a un acord amb Warner Bros. per rebre un salari de 20 milions de dòlars, així com un 20% extra en funció de la recaptació en taquilla; no obstant, Vanity Fair va publicar que Nolan havia acordat rebre un salari menor a canvi d'un percentatge més alt dels ingressos en taquilla.
La preproducció va començar el gener de 2016. Pels uniformes, el dissenyador de vestuari, Jeffrey Kurland, va fer un balanç entre la precisió històrica i l'estètica que afavoriria millor la pel·lícula. Com que el teixit original de llana no es produïa des de 1940, es va fer tot de zero, tant pel càsting principal com pels milers d'extres. Els uniformes es van fer en una fàbrica del Pakistan, i les botes les va fer un sabater de Mèxic. El departament de vestuari, aleshores, va passar tres setmanes fent-les semblar més antigues als Longcross Studios. Cada peça es va realitzar per semblar diferent segons el regiment o la personalitat: Tommy porta un gran capot gris, mentre que Alex mostra el típic pentinat Highlander. Kurland va trobar referències a museus, revistes contemporànies, arxius fotogràfics i llibres. El moll va tornar a ser construït en quatre mesos, a partir de les empremtes originals. Es va portar sorra de Dunkerque per crear una aparença consistent amb la zona. Tot le material proestètic era resistent a l'aigua i el foc.

### Càsting
Després que les entrevistes realitzades de primera em revelessin com de joves i sense experiència havien estat els soldats implicats en l'evacuació, Nolan va decidir buscar actors joves i desconeguts. També va exigir que tots els actors entrevistats fossin britànics. John Papsidera i Toby Whale van ser els directors de càsting de Dunkerque. Tom Hardy, Kenneth Branagh i Mark Rylance formaven part de les persones que podien participar en la pel·lícula a finals de 2015. Fionn Whitehead va ser escollit per protagonitzar-la el març de 2016, mentre que Jack Lowden, Aneurin Barnard i Harry Styles van ser contractats poc després. Cillian Murphy s'hi va afegir el mes següent. James D'Arcy, Barry Keoghan i Tom Glynn-Carney van sumar-s'hi més endavant, al maig.
Michael Caine va ser seleccionat per participar en un cameo com a Fortis Leader, paper que només era verbal, com una picada d'ull al seu paper a la pel·lícula Battle of Britain (1969). Segons D'Arcy i Nolan, Winnant i Bolton actuen com un cor grec per donar un context a l'audiència. Whitehead va passar per un procés de càsing secret que va durar diversos mesos. El seu personatge va rebre el nom del terme col·loquial que s'utilitza ordinàriament per referir-se al soldat britànic. Styles va ser seleccionat per la seva "cara d'estil antic", segons va afirmar Nolan. Va aconseguir el paper després de presentar-se en audicions contra centenars de candidats, quan Nolan encara no tenia coneixement del seu renom com a cantant. Murphy va parlar a Nolan i va llegir sobre el trauma psicològic que van haver d'afrontar els soldats, principalment per entendre el trastorn per estrès posttraumàtic que pareix el seu personatge. Nolan va escollir Rylance per les seves obres en el teatre i pel seu paper a Wolf Hall. Per investigar, Rylance va pilotar el vaixell del seu personatge cada dia, va escoltar registres en àudio a l'Imperial War Museum, i va llegir biografies de persones com el Sr. Dawson. Entre diverses preses, va animar els assajos amb escenes improvisades, que Nolan va exposar que "aprofundien les personificacions".
| « | Dunkerque hauria de retre homenatge als soldats qui han trepitjat aquesta platja fa més de 75 anys (...). Se sap que el film serà èpic, espectacular, i servit per un càsting de cinc estrelles | » |

, indica Warner Bros. el gener de 2016. Tom Hardy, Kenneth Branagh i Mark Rylance són els primers actors descoberts, però l'estudi necessita que els actors siguin principalment desconeguts que encara s'hagin de seleccionar. El març de 2016, després d'audicions portades al Regne Unit per John Papsidera i Tobby Whale, els noms de Fionn Whitehead, Harry Styles, Aneurin Barnard i Jack Lowden s'han afegit al repartiment del film. Cillian Murphy ha anunciat a la seva tornada a principis d'abril.

#### El començament com a actor de Harry Styles
Dunkerque marca el començament al cinema de Harry Styles, un dels cantants del grup britànic One Direction. Segons Jack Lowden, no hi hauria beneficiat de cap favor per interpretar el film, malgrat la seva notorietat. 
| « | He estat a les mateixes sales d'audicions que Harry, és un procés prou ajustat, penso que Chris ha vist alguna cosa en ell. No penso que es pugui enganyar Christopher Nolan | » |

, assegura l'actor escocès l'octubre de 2016.
| « | Per als nois a la platja, volíem joves desconeguts. No és realment un desconegut, però no havia fet res abans com a actor. Llavors ha passat les audicions. Literalment he audicionat milers de joves amb diferents combinacions de gent jove. I l'ha passat | » |

, explica Christopher Nolan el març de 2017 en el CinemaCon. La seva esposa i co-productora Emma Thomas reconeix tanmateix al llibre The Making of Dunkirk que la candidatura de Harry Styles ha rebut el suport de Greg Silverman, que a l'època era el president del desenvolupament creatiu i de la producció mundial a la Warner Bros..
Durant el rodatge a Dunkerque, moltes fans es van plantar, nit i dia, davant de l'Hotel Borel on residia. Paparazzis el fotografien fent footing pels carrers de Dunkerque, envoltat de guardaespatlles. Més enllà de la Mànega, alguns fans s'apassionen per a la història del film i llancen el 21 de juliol de 2016 una col·lecta per recaptar fons per a renovar el Skylark IX, un Little Ship que va participar en el operació Dynamo el 1940.
Harry Styles declara per primera vegada sobre el film en una entrevista concedida a la revista de moda Another Man el setembre de 2016.
| « | Per al meu primer dia de rodatge feia tant de fred, tenia sorra als ulls, això era molt intens. El film és molt ambiciós. He quedat impressionat de veure fins quin punt tot el procés era enorme | » |

, explica.

#### El començament al cinema de Fionn Whitehead
Fionn Whitehead és un jove actor totalment desconegut quan The Wrap anuncia, el març de 2016, que Christopher Nolan li confiarà un dels papers principals de Dunkerque. L'actor anglès, amb 19 anys, ha seguit el curs d'estiu del Nacional Youth Theatre, cosa que li ha obert la porta dels càstings. Quan passa les audicions per a Dunkerque, participa en el mateix moment, al suburbi de Londres, en el seu primer rodatge, el de la mini-sèrie fantàstica Him (difosa sobre ITV a la tardor de 2016), de la qual ocupa el paper del títol (un adolescent turmentat, dotat de poders telekinesics que li costa gestionar). 
| « | Va fer una audició per al film de Nolan, però no parlava d'altra cosa que el que hi havia previst, l'endemà, per al rodatge de Him, però per a mi, va tenir una bona actitud. | » |

, conta l'actriu Katherine Kelly, que encarna la seva mare en aquesta sèrie. Durant les audicions, Christopher Nolan és extremadament reservat. 
| « | Tothom avançava a cegues. Ningú no sabia quants personatges hi havia, qui eren els personatges, quina edat tenien, la intriga, res | » |

, confia Fionn Whitehead al Los Angeles Times, l'abril de 2017.
| « | La primera cosa essencial dels relats de primera mà de l'evacuació de Dunkerque, és la joventut i la inexpièriencia dels soldats. M'ha semblat important, en particular per al paper de Fionn, d'agafar algú verdaderament nou | » |

, explica Christopher Nolan a Entertainment Weekly, el desembre de 2016.
| « | Hi ha un natural i una autenticitat en la manera que interpreta Fionn, és extraordinari. Té una presència molt carismàtica. Em fa pensar en un jove Tom Courtenay | » |

, afegeix el realitzador al Los Angeles Times, l'abril de 2017.

Fionn Whitehead arriba a Dunkerque diverses setmanes abans del començament del rodatge per a preparar-se físicament.
| « | He nedat amb un uniforme de llana descolorit, amb botes de ferro i armes de foc. Això era un treball difícil, però verdaderament m'ha agaradat. Que seria la vida sense una mica de reptes | » |

, explica el jove actor a Entertainment Weekly el desembre de 2016.

#### La generació que puja del cinema britànic
Vuit actors de Dunkerque han estar designats « Stars of Tomorrow » per Screen Internacional, la revista britànica dels professionals de la indústria cinematogràfica: Aneurin Barnard l'any 2010, Elliott Tittensor l'any 2012, Jack Lowden l'any 2014, Kevin Guthrie l'any 2014, Barry Keoghan l'any 2015, Brian Vernel l'any 2015, Fionn Whitehead l'any 2016 i Tom Glynn-Carney l'any 2017.
Des de 2004, aquesta selecció premia cada any els actors i actrius britàniques jutjats més prometedors, segons els consells de professionals del cinema i de la televisió (productors, realitzadors, directors de càsting, agents artístics).

#### Més d'un miler de figurants reclutats
Per a la primera part del rodatge a Dunkerque, la producció va a reclutar prop de 1500 figurants. L'ajuntament ha rebut més de 4500 candidatures. Els càstings comence l'abril de 2016: els candidats han de ser homes entre 18 i 50 anys no medint més d'1m83. Un càsting femení és igualment organitzat, principalment per a papers d'infermeres. La producció exigeix que no tinguin coloració als cabells, copes curtes, amb una llargada mínim al nivell de les espatlles. Un càsting suplementari és organitzat el juny de 2016, durant el rodatge, per reclutar homes de 45 a 80 anys, que tinguin experiència en sortides al mar, que encarnaran mariners britànics.
Finals de maig de 2016, un càsting de figurants té igualment lloc als Països Baixos, per a la continuació del rodatge a Urk. Els candidats han de proporcionar un certificat assegurant que saben nedar. Finals de juny de 2016, altres càstings s'organitzen a Swanage i a Weymouth al Regne Unit, on Christopher Nolan i el seu equip van rodar també escenes. La producció investiga llavors tant homes com dones de més de 16 anys per interpretar civils i soldats.
Entre tots aquests figurants, el rostre de Mathias Novais Luque, estudiant de medicina a Lilla, va aparèixer regularment als tràilers, fotos promocionals i pòsters del film. Interpreta un soldat britànic aixecant el cap cap al cel, al mig d'una multitud de combatents amuntegats sobre l'espigó est de Dunkerque.

#### En família
Christopher Nolan ha confiat alguns petits papers del film a membres de la seva família. El seu oncle, John Nolan, interpreta el vell cec que reconforta els soldats desallotjats al seu retorn en Anglaterra. Ja havia aparegut a altres tres films del cineasta, Following, Batman Begins i The Dark Knight Rises.
La seva tia Kim Hartman, esposa de John Nolan, interpreta l'hostessa, a bord d'un vaixell, que dona la rèplica al comandant Bolton (Kenneth Branagh).
La seva cosina, Miranda Nolan, filla de John Nolan i Kim Hartman, interpreta la infermera que acull els soldats a bord d'un destructor. Ja havia sortit en dos films de Christopher Nolan, Inception i The Dark Knight Rises. El seu cosí, Tom Nolan, fill de John Nolan i Kim Hartman, encarna un tinent de la Royal Navy. Apareixia ja a Batman Begins.

### Rodatge
La filmació principal va iniciar-se el 23 de maig de 2016 a Dunkerque, cercant evitar la celebració del Dia de la Bastilla, i per coincidir amb les dates de l'evacuació real. La producció va continuar, durant quatre setmanes, a Urk, als Països Baixos, una setmana a Swanage i Weymouth, a Dorset, Anglaterra, i durant dues setmanes al Point Vicente Interpretive Center i el far de Rancho Palos Verdes de Califòrnia.
La filmació a Dunkerque es va realitzar en els emplaçaments reals de l'evacuació, mentre que les escenes dels carrers es van realitzar a Malo-les-Bains, principalment perquè la majoria dels edificis de Dunkerque van quedar destruïts durant la guerra. Les preses a la platja i al moll estaven determinades pels patrons de les mareees, així com les vagues aborals i les regulacions horàries dels treballadors francesos, que van afectar el calendari.
Per minimitzar les imatges creades per ordinador, es van situar retalls de cartró amb soldats i vehicles militars per crear la il·lusió d'un exèrcit més gran. L'ús d'avions de combat reals i fets a escala, així com vaixells de guerra i privats, proveïa d'un realisme que no podia aconseguir-se per ordinador. Els models a escala es van crear mitjançant impressores en 3D. El set de rodatge del moll es va haver de reconstruir freqüentment a conseqüència del mal temps. Com que les autoritats franceses van prohibir les càrregues pirotècniques, per protegir la vida marina, es van utilitzar canons d'aire. A França es van contractar sis mil extres. Algunes de les primeres escenes de la pel·lícula es van rodar al port de Weymouth, i les darreres escenes a l'estació de trens de Swanage. L'estudi de Falls Lake d'Universal Pictures de Los Angeles va utilitzar-se per rodar les escenes interiors i exteriors de l'enfonsament de vaixells i avions, utilitzant-se un tanc d'aigua per algunes de les escenes interiors. Per aclimatar-se a les escenes amb aigua freda, Styles i Whitehead van realitzar un entrenament a Point Dume, Malibu (Califòrnia). El repartiment principal no va necessitar cap doble per fer les escenes.

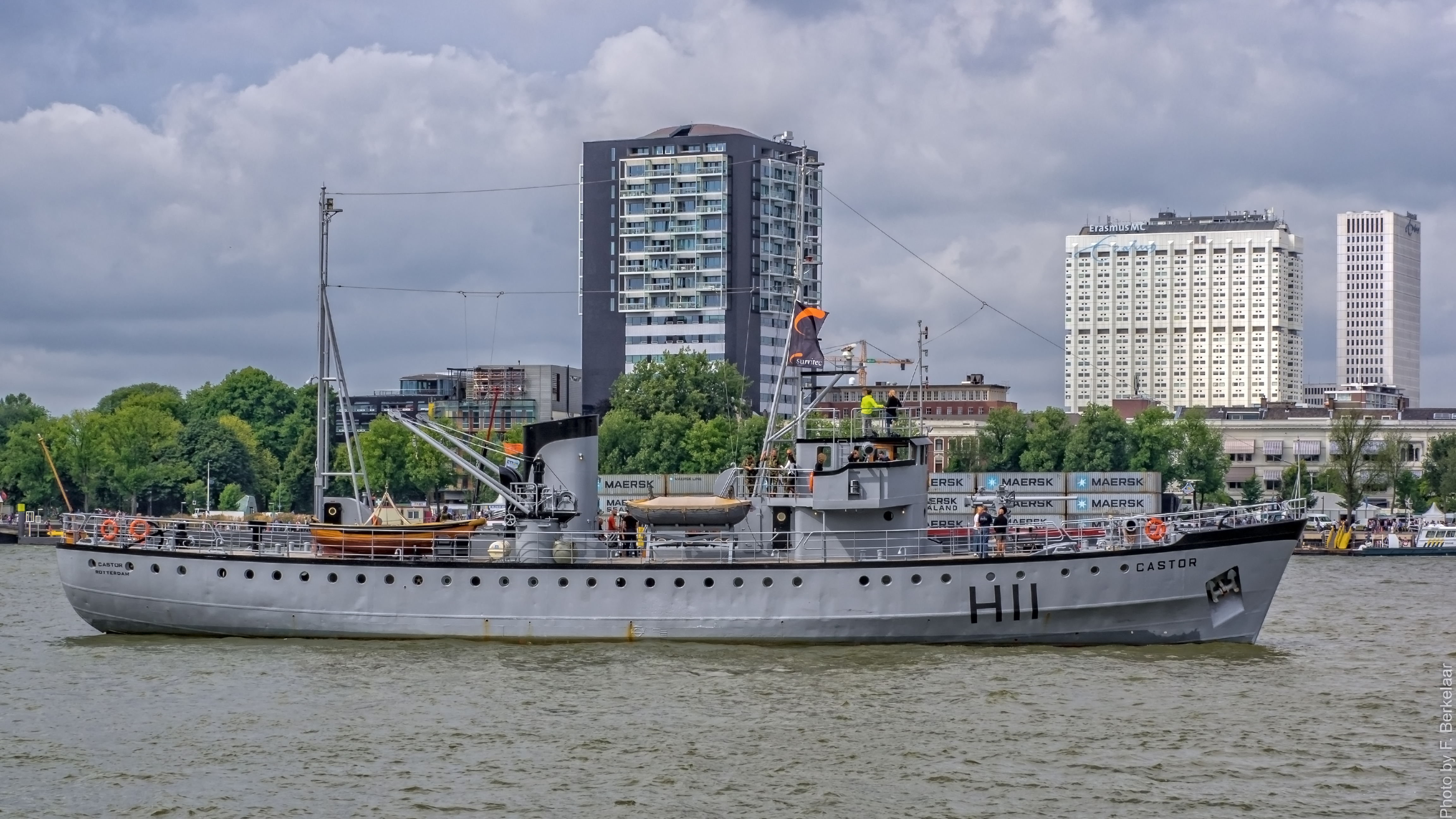
El MLV Castor va ser modificat per semblar el HMS Basilisk

Crowley i el coordinador marítim Neil Andrea van localitzar, gairebé, seixanta vaixells, que Nolan va fer condicionar per la filmació. Entre aquests es trobaven el destructor francès retirat Maillé-Brézé, que va ser adaptat per semblar un vaixell de guerra britànic, ja que no quedava cap destructor britànic de l'època amb motors operatius. També es van utilitzar tres vaixells de la marina neerlandesa: el dragamines HNLMS Naaldwijk, que representava el HMS Britomart; el HNLMS Sittard, que va interpretar el HMS Havant i el HMS Jaguar; i el MLV Castor, que va interpretar el HMS Basilisk. El torpediner MTB 102 i el vapor noruec de la dècada de 1930 Rogaland també van participar en el rodatge. També es van utilitzar una cinquantena més de vaixells petits, entre els que es trobaven vint vaixells de la flota original de petits vaixells que va anar a Dunkerque, pilotats pels seus propietaris. Un petit yacht de la dècada de 1930 anomenat Moonstone va participar durant sis setmanes de rodatge; les seves escenes més perilloses, amb una seixantena de persones a bord, quan està dissenyat per una capacitat de només deu, es van rodar al llac neerlandès de IJsselmeer.
Els avions es van equipar amb unes carcasses duals per filmar i combatre. Un Yakovlev Yak-52TW va ser modificat per semblar un Supermarine Spitfire, i dos Supermarine Spitfire Mark IAs, un Spitfire Mark VB i un Hispano Buchon van ser pintats per semblar Messerschmitt Bf 109E, també utilitzats en escenes de combat. També es van recrear models a escala controlats per ràdio control, inclosos bombarders Heinkel He 111 i Junkers Ju 87, que van filmar-se impactant al Canal de la Mànega. Els Spitfire reals van ser proveïts per l'Imperial War Museum Duxford, i Dan Friedkin, propietari de l'aparell, va pilotar el que apareix aterrant a la platja de Dunkerque. Aquestes preses havien de ser rodades en quaranta-cinc minuts, abans que la marea tornés a la platja. Les càmeres IMAX es van adjuntar als avions de combat utilitzantuns aparells creats específicament, així com amb uns periscopis, situats al darrere i al davant. També es van situar aparells submergits per rodar l'escena de l'impacte a l'aigua. Un Piper Aerostar va permetre filmar des de l'aire, també amb càmeres IMAX al davant i al darrere. Els combats aeris al Canal es van rodar gràcies a una unitat aèria basada a la pista aèria de Lee-on-Solent. Hardy i Lowden van passar les darreres etapes de filmació a Palos Verdes. La filmació principal va acabat el 2 de setembre de 2016, després de seixanta-vuit dies.
El film va ser rodat amb llum natural utilitzant IMAX i gran format, amb més cinta en IMAX que en pel·lícules anteriors de Nolan, una estimació del 75%. La manca de grans diàlegs va permetre l'ús de càmeres IMAX, que són més sorolloses. Panavision i el format IMAX van permetre la filmació durant la nit. Per primera vegada en una pel·lícula d'aquestes característiques es va utilitzar l'IMAX amb les mans, fet que Steven Spielberg i Ron Howard van advertir que era la millor manera de filmar als vaixells.

#### A França
El rodatge comença el 23 de maig de 2016 a Dunkerque, sobre el mateix lloc de l'Operació Dynamo, per a una durada de cinc setmanes, amb el nom de codi Bodega Bay, en referència al balneari californià on es desenvolupa l'acció del film Els ocells d'Alfred Hitchcock.
Les preses de vista es desenvolupen al port i sobre l'espigó Est de Dunkerque, als carrers Belle-Rade i Fusillés a Malo-les Bains, sobre la platja i el dic de Mar de Malo-les Bains, sobre el dic del Braek, sobre la platja i les dunes del carrer Pierre Loti a Leffrinckoucke, així com a l'Aeroport de Calava - Dunkerque a Marck. L'espigó Est de Dunkerque és recreat a la seva aparença de 1940 pel decorador de Calais Guy Belegaud.
El Kursaal, palau dels congressos de Dunkerque, és transformat en cimentera per emmascarar l'aspecte massa contemporani de l'edifici. Entre els altres elements de decoració figuren el Maillé-Brézé, un escolta habitualment amarrat a Nantes, classificat monument històric, i el Rogaland, un paquebot noruec transformat en navili-hospital per al film. Tres antigues naus militars holandeses són també noliejades per al rodatge: el Castor, el Naaldwijk i el Sittard. La producció igualment crida autèntics vaixells que havien participat en l'operació Dynamo: el MTB 102, el vaixell Princess Elizabeth i diversos petits navilis de Dunkerque. Dos Supermarins Spitfire i un Yakovlev Yak-52 modificat, equipat d'una càmera IMAX, han estat utilitzats per les preses de vista aèries, així com rèpliques miniatures radiocomandades de Junkers Ju 87 Stuka i de Messerschmitt Bf 109. Per als vehicles terrestres, la producció adquireix sis Bedford a una família de col·leccionistes de Oye-Plage.
Fionn Whitehead, Aneurin Barnard, Harry Styles, Kenneth Branagh, James De Arcy, Matthew Marsh, Jack Lowden, Mark Rylance, Barry Keoghan o Tom Glynn-Carney participen en diferents escenes. Tom Hardy arriba a Dunkerque al final del rodatge, a l'abric de les mirades,,.

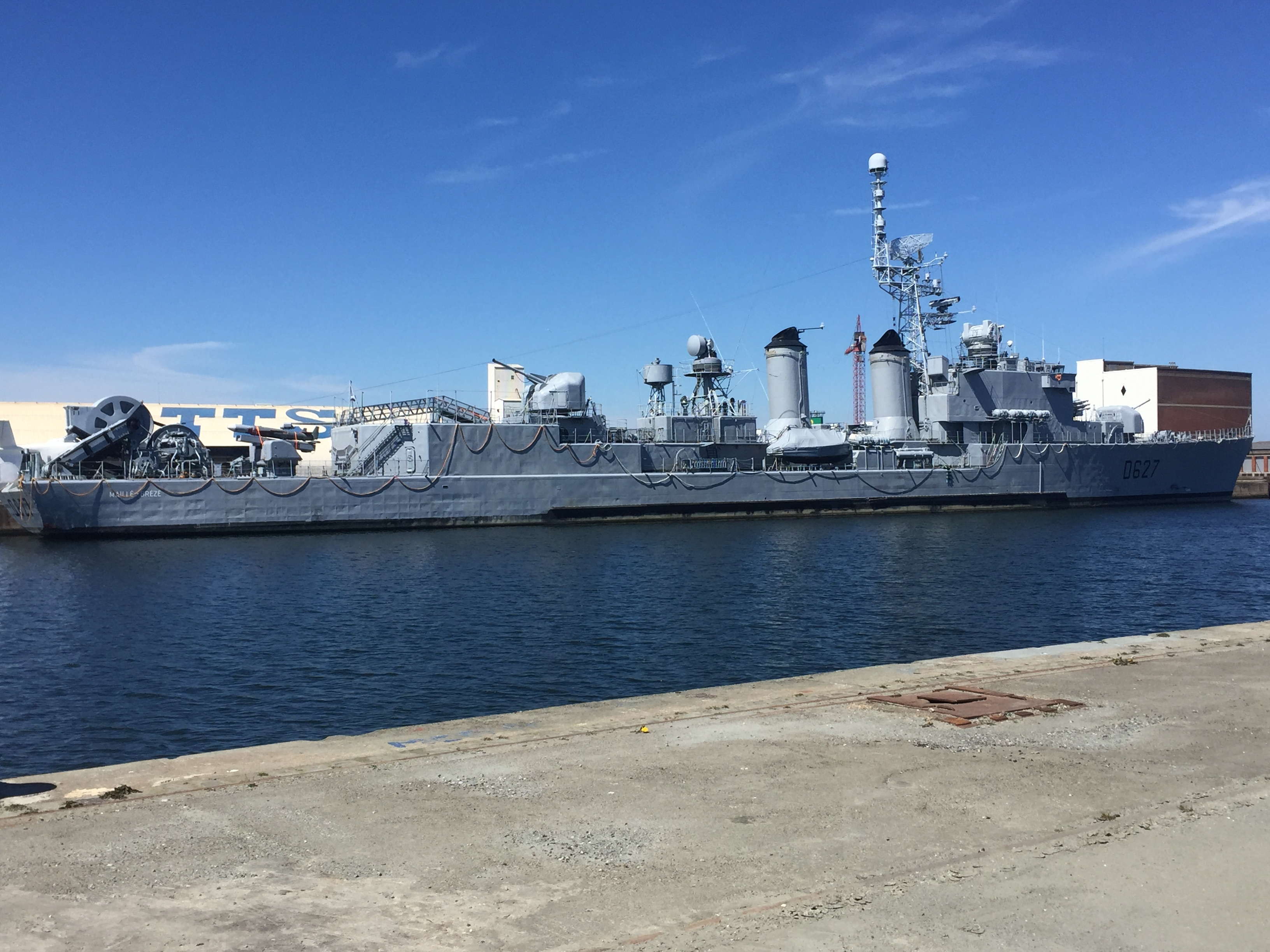
El Maillé-Brézé a l'arribada a Dunkerque.
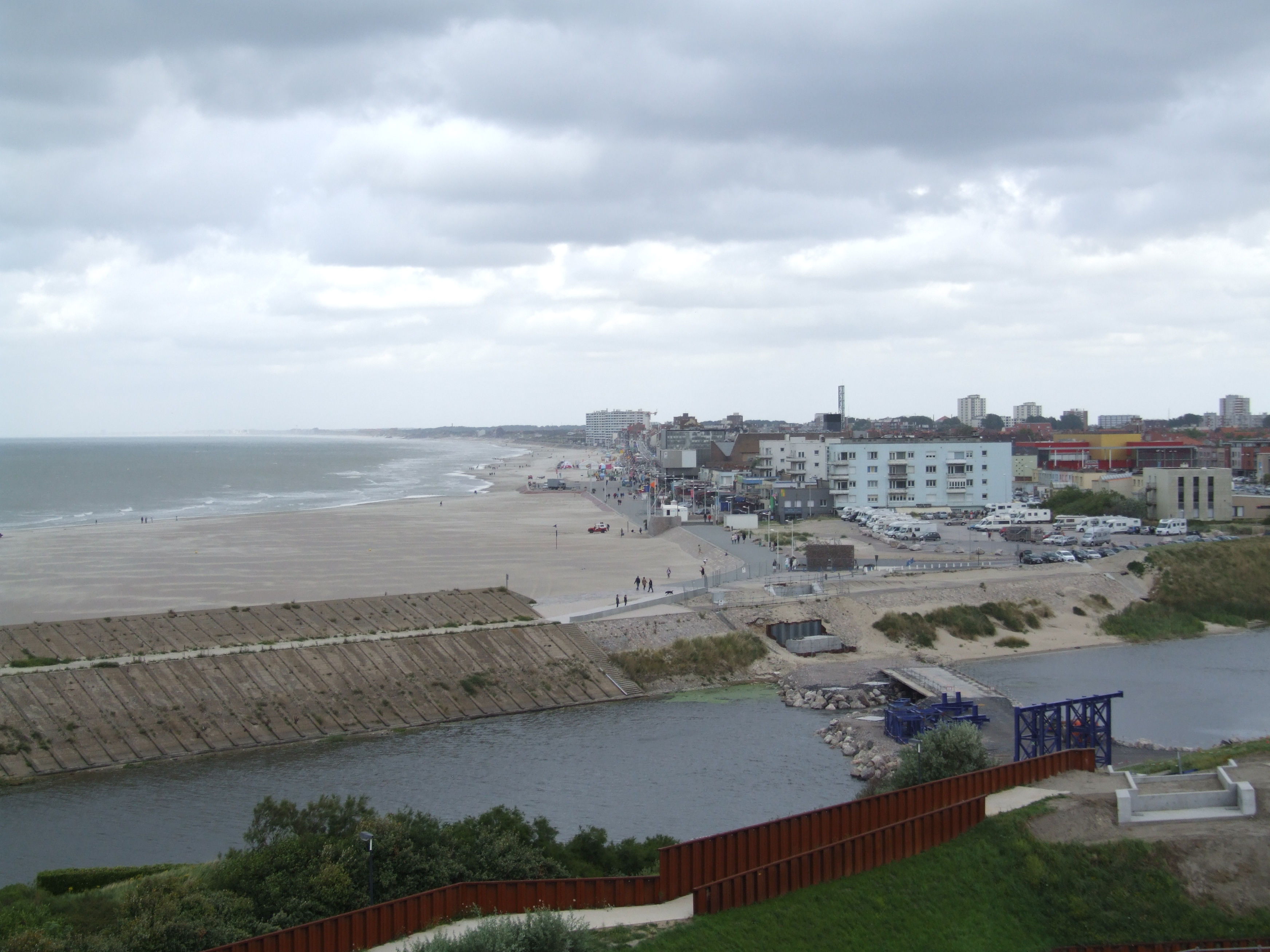
Malo-les-Bains
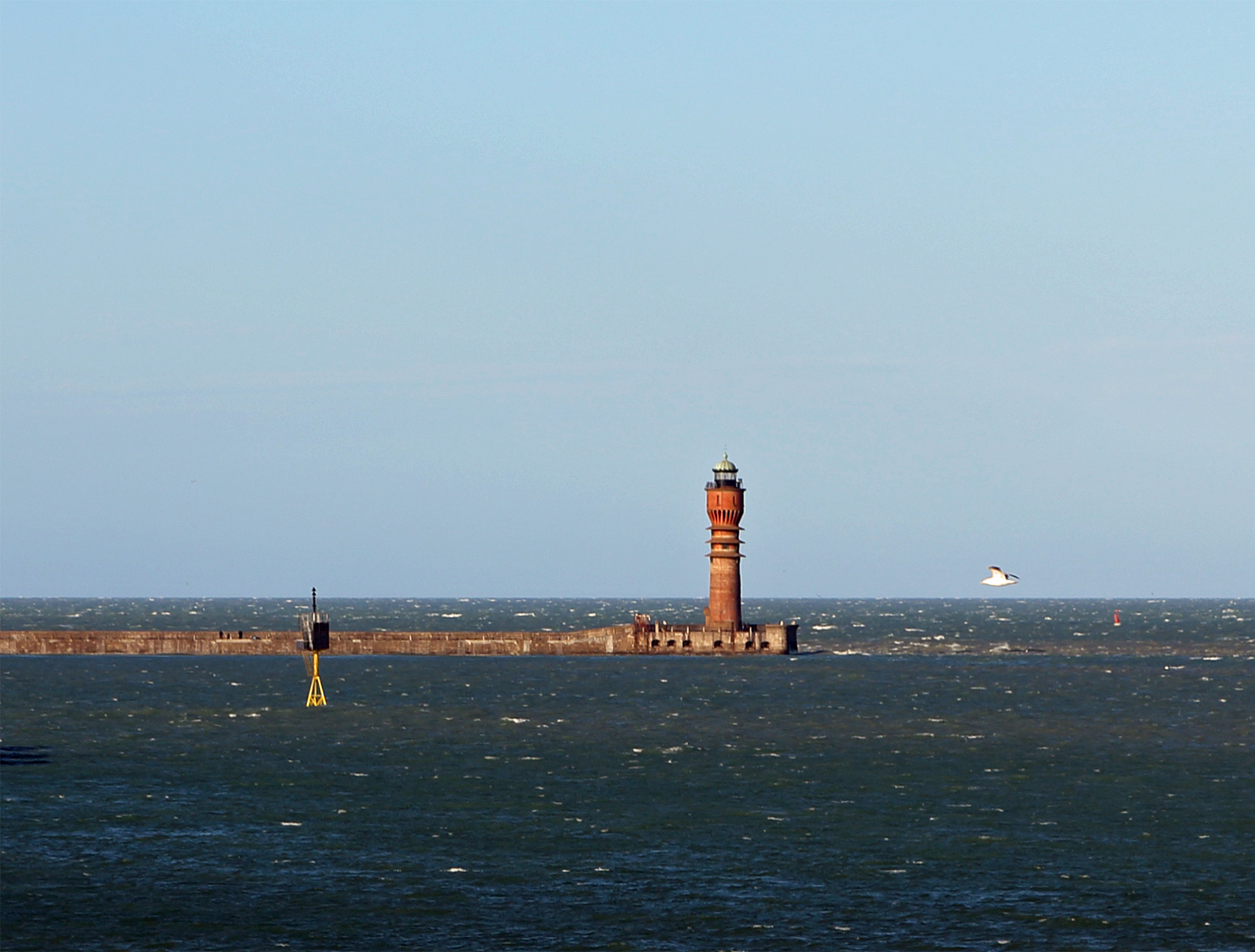
El Far de Sant-Pol a Dunkerque, a l'entrada del port.

#### Als Països Baixos
El rodatge a Dunkerque s'acaba el 23 de juny de 2016 per reprendre'l a Urk, als Països Baixos, el 27 de juny. L'equip del film s'hi queda quatre setmanes per filmar escenes navals sobre el IJsselmeer, el més gran llac neerlandès, d'aigües tranquil·les, poc profundes i no sotmeses als atzars de les marees. La producció utilitza igualment els aeroports de Lelystad i Hoogeveen. Un bombarder de tipus Bristol Blenheim, un Hispano Aviación 1112, "maquillat" com a Messerschmitt Bf 109, tres Supermarine Spitfire i una rèplica miniatura radiocomandada de Heinkel He 111 han estat utilitzats per noves preses de vista aèries.
Cillian Murphy s'uneix al rodatge, amb uniforme d'oficial britànic. Fionn Whitehead, Harry Styles, Jack Lowden, Mark Rylance, Kevin Guthrie, Barry Keoghan i Tom Glynn-Carney participen també a les escenes rodades als Països Baixos.

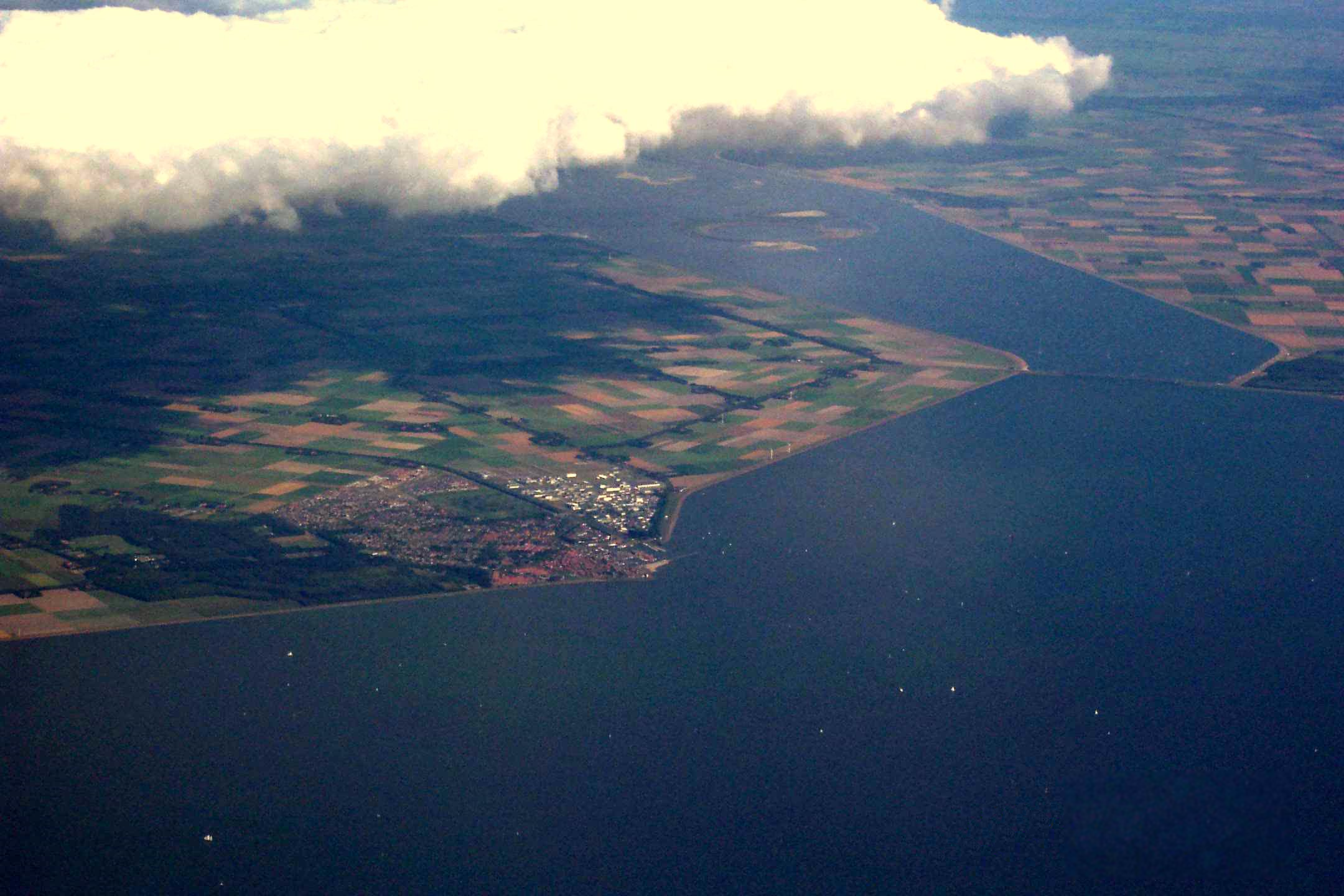
Urk, vist des del cel.
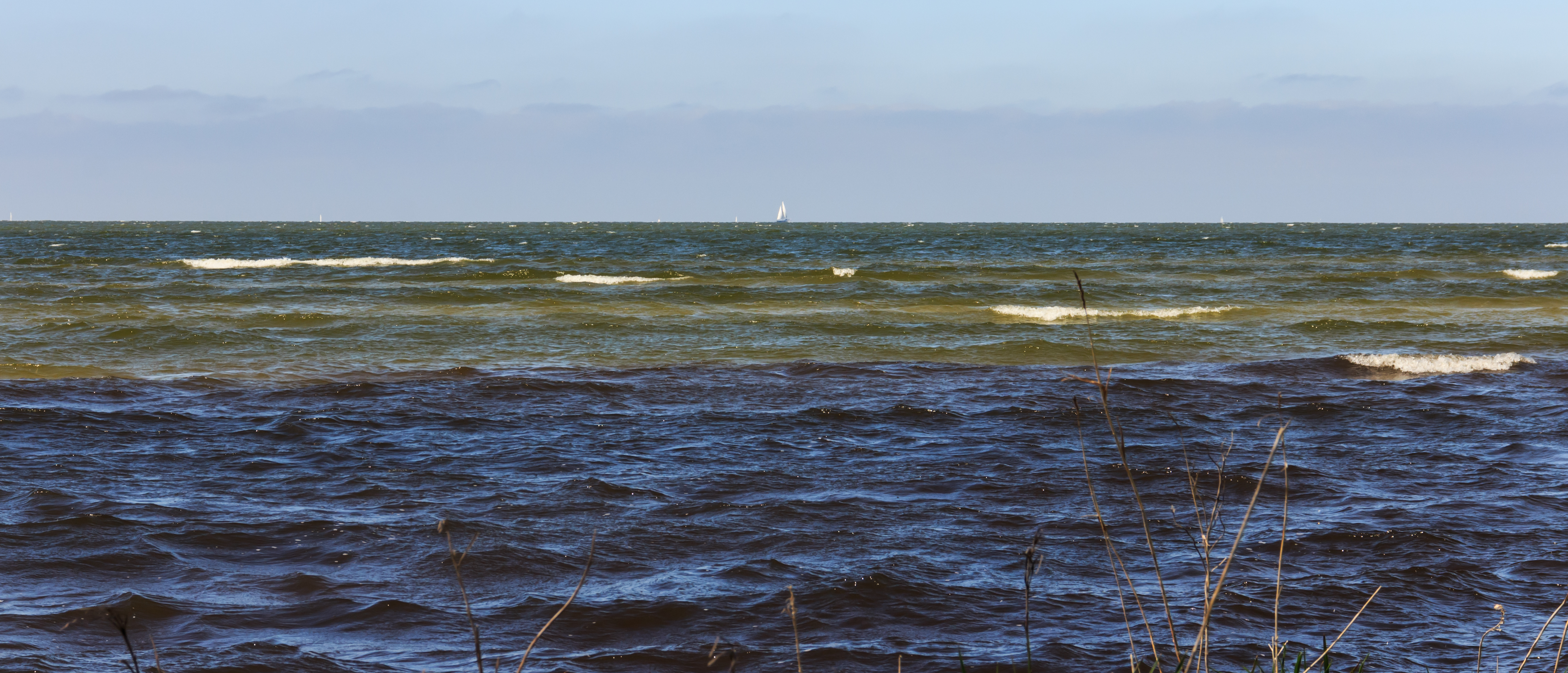
El IJsselmeer.

#### Al Regne Unit
Després dels Països Baixos, la producció es desplaça al Regne Unit, als comtats del Dorset i Hampshire, al sud d'Anglaterra. Algunes escenes es van rodar a l'estació de Swanage, rebatejada "Woking", el 25 i 26 de juliol de 2016, amb Harry Styles, a continuació al port de Weymouth el 27 i 28 de juliol de 2016, sempre amb el cantant dels One Direction, acompanyat aquesta vegada de Cillian Murphy, Jack Lowden, Mark Rylance, Barry Keoghan, Kevin Guthrie i Tom Glynn-Carney. Fionn Whitehead és absent: és el seu doble, Jordan Bosher, que apareix al costat dels altres actors principals,.
Noves seqüències aèries són filmades des del Daedalus Airfield, a Lee-on-the-Solent, a sobre de Solent i de l'illa de Wight fins al 5 d'agost de 2016.

L'estació de Swanage.
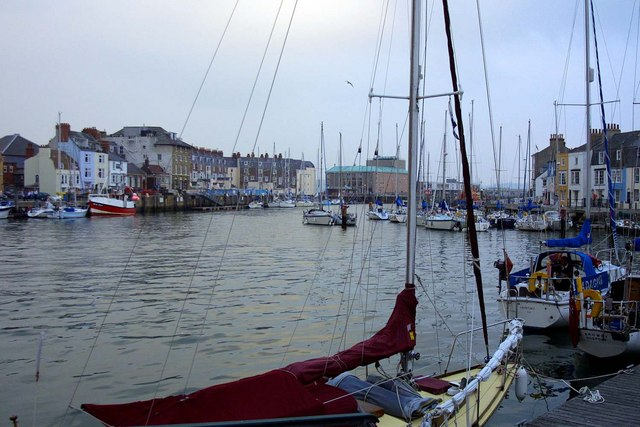
El port de Weymouth.
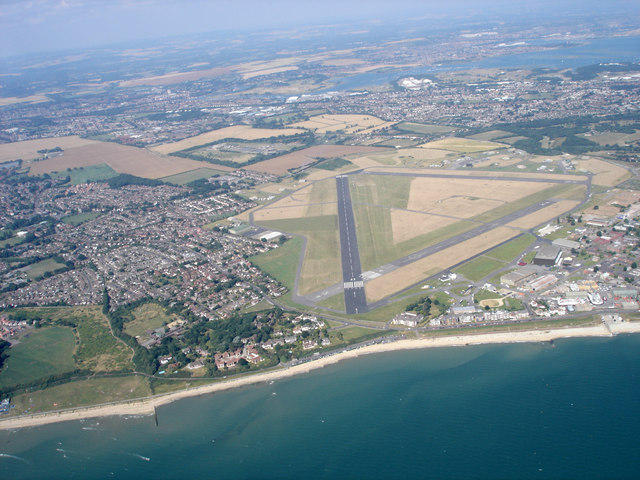
El Daedalus Airfield a Lee-on-the-Solent.

#### Als Estats Units
El rodatge de Dunkerque s'acaba a Los Angeles als Estats Units als estudis hollywoodiencs de la Warner Bros. i els estanys de la Universal Studios a Falls Lake, amb la utilització sobretot de rèpliques a mitja escala de navilis. L'interior d'un destructor és reconstruït a partir de peces recuperades a un desballestador de vaixells a Texas, igual que el d'una xalupa. Harry Styles, Fionn Whitehead, Aneurin Barnard, Jack Lowden, Cillian Murphy, Brian Vernel, Kevin Guthrie, Elliott Tittensor, Tom Glynn-Carney i Jochum ten Haaf són part dels actors presents.
Algunes escenes exteriors són igualment rodades a Ranxo Palos Verdes, entre el 22 i el 26 d'agost de 2016, al far de Point Vicente, a la vora d'un penya-segat sobre l'oceà Pacífic. El 22 d'agost, una rèplica mida natural de Supermarine Spitfire va cap allà per ser suspès a una grua els dies que segueixen. Una secció de fuselatge que representava la cabina, capaç de pivotar lateralment i verticalment, és instal·lada per filmar els actors en plans tancats. El 26 d'agost de 2016, el Daily Mail publica les primeres fotos de Tom Hardy sobre el rodatge de Dunkerque, vestit de pilot. Jack Lowden és allà també.
El rodatge del film s'acaba el 2 de setembre de 2016 als estudis de la Warner Bros. de Burbank, on Dunkirk serà a continuació muntat.

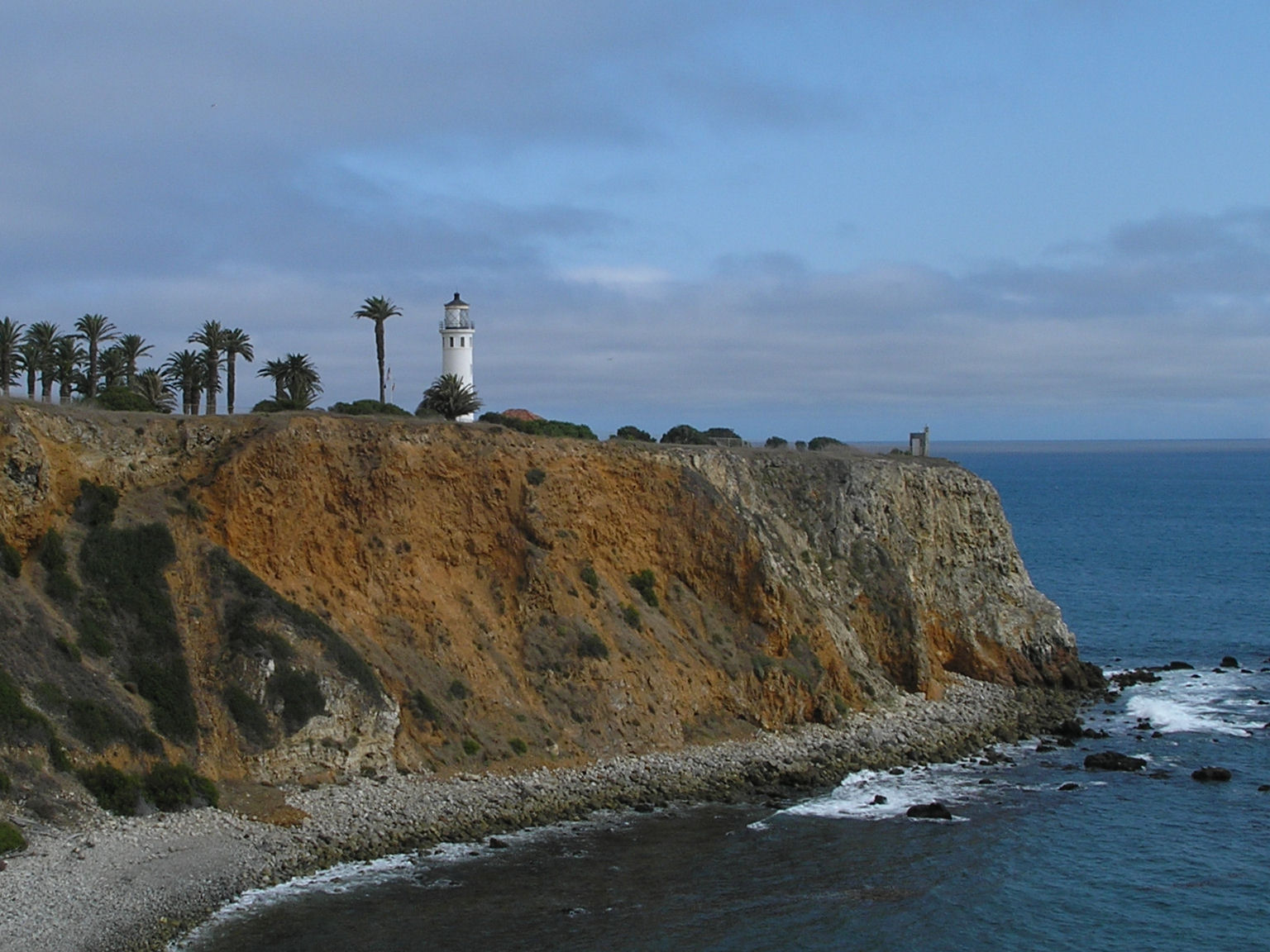
El far de Point Vicente al Rancho Palos Verdes.
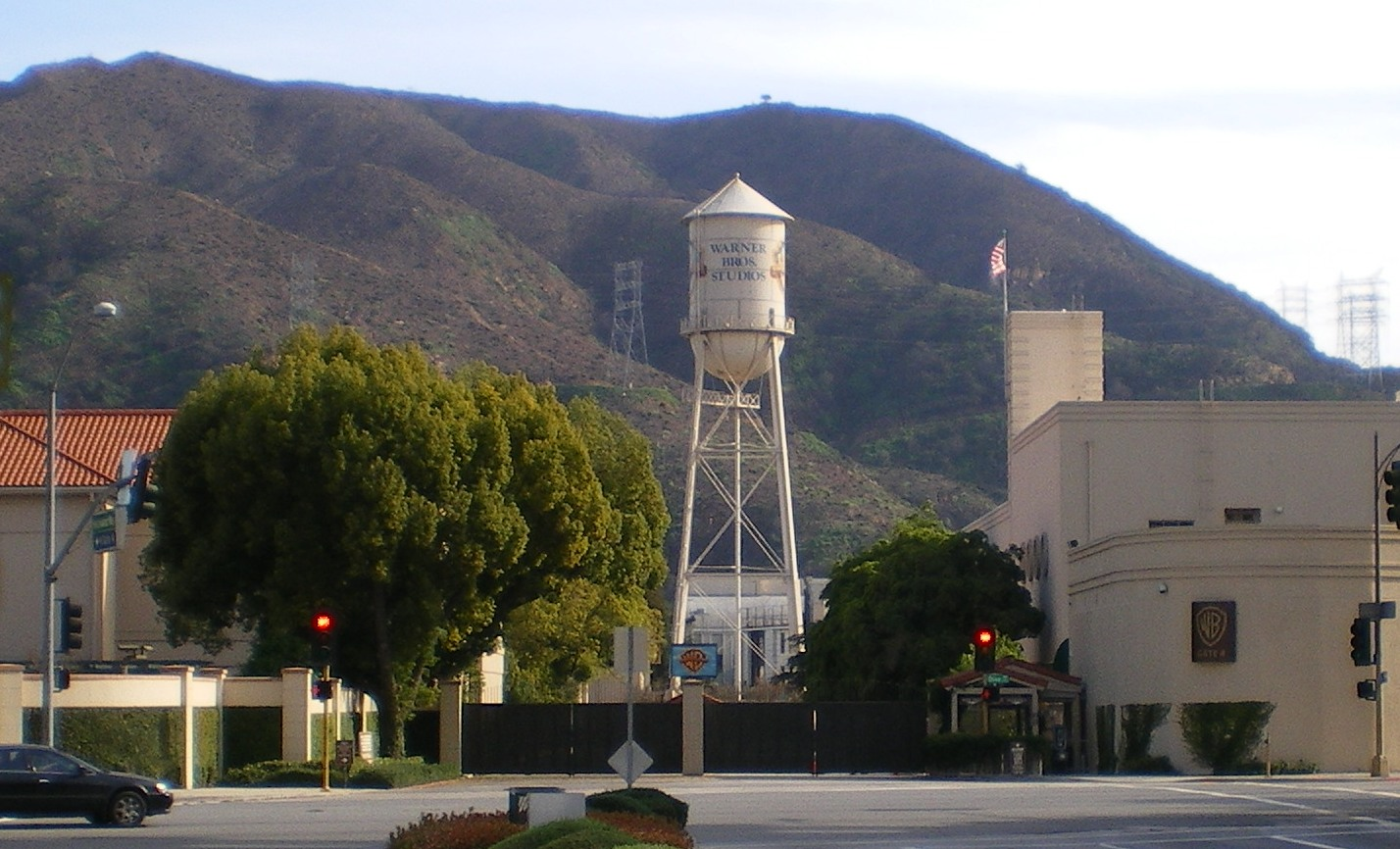
Els estudis Warner Bros. a Burbank.

### Postproducció
El col·laborador habitual de Nolan, Lee Smith, va tornar a treballar amb ell per editar Dunkerque, començant la tasca el setembre de 2016, després que Smith ajuntés escenes sense supervisar que s'havien realitzat quan la filmació encara estava en progrés. L'edició es va realitzar a Los Angeles amb un equip de mescles format per vuit persones. Nolan va dir: "Pareu de veure la fusta pels arbres" (de la frase feta anglesa see the forest for the trees; en català: "veure el bosc pels arbres"), prenent-se l'edició de les seqüències aèries com un desafiament personal, comparant-ho amb una partida d'escacs.
També es van aplicar imatges generades per ordinador per millorar algunes escenes, però cap d'elles es va realitzar completament per ordinador. La continuïtat climàtica no presentava una gran complicació, tot i que en un primer moment semblava un problema, ja que es va gravar tant a Europa com a Califòrnia. Com a mínim es van retallar quinze seqüències per redefinir l'impacte dramàtic. Només quan es completava una seqüència, s'hi afegia la música. L'equip de postproducció va haver de treballar amb un total de cinquanta-quatre hores de pel·lícula.
Els únics àudios que es van aprofitar de les escenes rodades van ser les converses; la resta de sons es van recrear. El dissenyador de sons Richard King va enviar dos mescaldors de sons per enregistrar l'àudio dels Spitfires a l'Imperial War Museum Duxford, utilitzant vint-i-quatre micròfons. Incapaç de trobar una sirena precisa de les bombes dels Stuka, King va dissenyar-ne una a partir d'antigues fotografies per intentar replicar el so. Per les escenes en què añs vaixells se senten sons de persones estressades, es van capturar veus per doblar les escenes. Per recrear el so de les explosions, es va fer esclatar C-4 i propà líquid. També es van recrear els xiulets que s'atribueixen a les bombes alemanyes durant la Segona Guerra Mundial. El soroll de les bombes es va crear en funció de la proximitat en què explotaven, intentant atenir-se a la realitat.
Double Negative va fer-se càrrec dels efectes visuals, mentre que FotoKem, que assistia com a laboratori cinematogràfic de la producció, també va fer-se càrrec dels negatius.

## Música
Hans Zimmer va començar a treballar en la banda sonora el 2016, treballant en la mateixa durant onze mesos. Finalment, va fer una versió de demostració de 100 minuts. Per qüestions d'intensitat, el guió va ser escrit per acomodar la il·lusió auditiva del to de Shepard, que ja havia estat explorat en la pel·lícula de 2006 The Prestige, també de Nolan. Aquest efecte va ser sintetitzat amb el rellotge de butxaca Nolan, que va gravar-ne el so i el va enviar a Zimmer. També van participar en la versió musical definitiva Lorne Balfe, Andrew Kawczynski, Steve Mazzaro i Benjamin Wallfisch.
"Nimrod", de Variacions Enigma d'Edward Elgar, també forma part del tema, tot i que va ser alentida i s'hi va afegir una base amb baix, amb l'objectiu d'evitar que semblés tant sentimental. Entre els instruments que es van utilitzar destaca un baix doble i catorze violoncels tocats amb un registre alt. King va mostrar a Zimmer el so d'un motor de vaixell, que va servir com a referència per especificar el tempo. Zimmer també va visitar Dunkerque per inspirar-se, portant d'allí una gerra amb sorra; també va decidir no veure fotografies d'època mentre componia la banda sonora. La música es va registrar al AIR Lyndhurst Hall de Londres, amb Geoff Foster actuant com l'enginyer de mescles.
| 1.            | «The Mole»               |               | Hans Zimmer                          | 5:36  |
| 2.            | «We Need Our Army Back»  |               | Zimmer                               | 6:28  |
| 3.            | «Shivering Soldier»      |               | Zimmer                               | 2:52  |
| 4.            | «Supermarine»            |               | Zimmer                               | 8:03  |
| 5.            | «The Tide»               |               | Zimmer                               | 3:49  |
| 6.            | «Regimental Brothers»    |               | Zimmer Lorne Balfe [ 152 ]           | 5:04  |
| 7.            | «Impulse»                |               | Zimmer                               | 2:37  |
| 8.            | «Home»                   |               | Zimmer Benjamin Wallfisch [ 152 ]    | 6:02  |
| 9.            | «The Oil»                |               | Zimmer                               | 6:11  |
| 10.           | «Variation 15 (Dunkirk)» |               | Wallfisch Sir Edward Elgar [ 157 ]   | 5:52  |
| 11.           | «End Titles»             |               | Wallfisch Elgar Balfe Zimmer [ 157 ] | 7:13  |
| Durada total: | Durada total:            | Durada total: | Durada total:                        | 59:46 |

## Publicació
L'estrena mundial de la pel·lícula es va realitzar el 13 de juliol de 2017 a l'Odeon Leicester Square de Londres. La pel·lícula es va estrenar als cinemes el 21 de juliol, projectada en IMAX, 70 mm i 35 mm. És la quarta pel·lícula de Nolan que es publica durant la tercera setmana de juliol, un període de l'any en què Warner Bros. Pictures ja havia tingut bastant èxit anteriorment. La preferència de Nolan era que la pel·lícula s'estrenés al juliol, en lloc de la temporada de premis d'agost de l'hemisferi nord. La pel·lícula es va visualitzar, primer, en 125 cinemes en 70 mm, essent la publicació més massiva en aquest format en vint-i-cinc anys. Dunkerque va ser representada en una pantalla IMAX especial al Festival Internacional de Cinema de Toronto, essent la primera pel·lícula de Nolan que apareixia en aquest festival des de Following, dinou anys abans. Després de la seva publicació original, 126 dies abans, la pel·lícula va tornar a presentar-se en 50 cinemes l'1 de desembre, presentant-se en un total de 250 ciutats més el gener de 2018. Dunkerque va publicar-se digitalment el 12 de desembre de 2017, i en 4K Ultra HD, Blu-ray i DVD el 18 de desembre al Regne Unit, i el 19 de desembre als Estats Units.

### Màrqueting
L'anunci es va estrenar als cinemes abans de la pel·lícula L'esquadró suïcida i es va publicar online el 4 d'agost de 2016. Segons els anàlisi de dades de l'empresa ListenFirst Media, va generar més comentaris a Twitter que cap altre tràiler presentat aquella setmana. El primer anunci de llarga duració es va publicar el 14 de desembre de 2016, juntament amb un pròleg, només als cinemes, de cinc minuts, que es va poder veure en algunes pantalles IMAX que oferien la pel·lícula Rogue One: A Star Wars Story. Dunkerque va ser la pel·lícula més comentada aquella setmana, segons l'empresa comScore. El pròleg va tornar a presentar-se en alguns cinemes escollits que mostraven la versió IMAX de Kong: Skull Island. Les imatges de la pel·lícula van ser molt ben acollides a la CinemaCon 2017. Warner Bros. va publicar un anunci per televisió coincidint amb els play-offs de la NBA de 2017. El tràiler oficial es va publicar el 5 de maig de 2017, després d'un compte enrere celebrat a la pàgina web de la pel·lícula i quatre teasers de 15 segons que el van precedir. Dunkerque va tornar a ser la pel·lícula més comentada als mitjans, segons ComScore. La productora de videojocs Wargaming va incloure entre els seus títols World of Tanks, World of Warships i World of Warplanes missions i premis relacionats amb la pel·lícula. El 6 de juliol, Warner Bros. va publicar un altre anunci, que per tercera vegada va tornar a ser la pel·lícula més comentada de la setmana. Durant el juliol, es va tornar a emetre el pròleg en cinemes IMAX que projectaven la pel·lícula Wonder Woman. També es va visualitzar en nou ciutats de tres països europeus mitjançant un cinema mòbil.
Sue Kroll, president de Warner Bros. Worldwide Marketing and Distribution, va dir que era important que Dunkerque fos publicitada com una pel·lícula d'un esdeveniment d'estiu, en lloc d'una pel·lícula bèl·lica, per remarcar ela seva "escala magnificent i la seva originalitat". Aquesta estratègia es va mantenir durant tota la campanya. Per convèncer a l'audiència que la pel·lícula s'experimentaria millor als cinemes, el pròleg mai es va publicar online. Alguns espots per televisió es van distribuir, de manera esporàdica, durant esdeveniments esportius i sèries de televisió destacades, per establir els temes de la pel·lícula. També es van utilitzar infografies a les xarxes socials per descriure l'escala i la importància de l'evacuació de Dunkerque. Addicionalment, es va crear una aventura interactiva d'experiència en 360 graus de Google, un programa Amazon Alexa i un curtmetratge de 360 graus. En col·laboració amb la cadena de menjar ràpid Carl's Jr., la pel·lícula va crear quatre milions de copes, així com pop-ups a prop de 3.000 emplaçaments. Un estudi va dictaminar que la pel·lícula havia portat un 20% de persones que no acostumen a anar al cinema.

## Influències

### Experiència personal
A una tribuna apareguda al Telegraph el 8 de juliol de 2017, Christopher Nolan explica haver experimentat per primera vegada 
| « | la realitat de Dunkerque | » |

 en una travessa en veler entre les costes angleses i la ciutat portuària. 
| « | Fa aproximadament 20 anys, durant la producció del meu primer film, Following, la meva productora (i futura dona) Emma Thomas i jo hem pujat a bord del petit veler d'un amic per travessar la Mànega cap a Dunkerque, en el mateix període de l'any en la qual s'ha desenvolupat l'evacuació. (...) El temps era molt dolent, la mar molt difícil i la travessa ha ocupat molt més temps del que estava previst. (...) I no hi havia ningú que ens tirés bombes. No ens dirigíem cap a una zona de guerra. He marxat amb tot un altre nivell de respecte per a la realitat de Dunkerque, no el conte de fades. | » |

#### Cinema i literatura
En una entrevista concedida a la revista Première'', Christopher Nolan evoca moltes referències cinematogràfiques i literàries per al seu film :
- Alfred Hitchcock:

| « | Hitchcock aconseguia fer-vos vibrar per a un personatge sigui quin que sigui el judici moral que podíeu portar-li. S'interessa per l'èxit o el fracàs d'una acció en el moment que es produeix. (...) És la força del cinema de Hitchcock: viure la intensitat del moment present, sense haver de explicar el que s'ha produït abans. És el principi de Dunkerque, trobar la intensitat immediata . | » |

- Henri-Georges Clouzot:

| « | Le Salaire de la peur. La majoria dels membres de l'equip no han comprès per què els projectava aquest film. Però és el que tenia més sentit. Pur suspens. Qui parla de mecànica, de procediment i de dificultats físiques. Mireu l'escena on el camió ha de fer marxa enrere sobre la plataforma i les rodes no responen... És aquest gènere de coses que havia d'anar a buscar per a Dunkerque ! Volia mostrar com es porta un camió sobre l'espigó; el que passa quan els neumàtics no passen, quan les rodes no responen. Física pura! | » |

- Robert Bresson:

| « | Els procediments em fascinen, els processos mecànics i humans. Aquesta era una de mes obsessions sobre Dunkerque. He tornat a veure Pickpoket i Un condemnat a mort s'ha escapat només per a això. Bresson detalla tot, crea suspens amb detalls. Tot és procediments, moviments. | » |

El cinema mut (Friedrich Wilhelm Murnau, Erich von Stroheim, David W. Griffith): 
| « | La manera de la qual els figurants es mouen, evolucionen, la manera com l'espai és posat en escena, els punts de vista utilitzats. Per al storytelling de Dunkerque tornar a veure Intolerància, L'Aurore o Les Rapaces ha estat un exercici molt estimulant. Buscava obres a les escales immenses. El que em fascina amb els films muts, és la manera com utilitzen la geografia, l'espai per contar la història. | » |

- Franz Kafka:

| « | El maig de 1940, la situació en aquesta platja era kafkiana. Ho comparo amb el malson burocràtic últim. Algunes cues immenses, que s'allarguen i ningú per a dir-vos què fer, on anar, a qui adreçar-se. (...) És a (la paradoxa de la burocràcia, la realitat que s'escapa) on (Kafka) ha pogut treure les seves novel·les i sobretot el Procés. | » |

- Joseph Conrad:

| « | No és una casualitat que Al cor de les tenebres de Conrad sigui una de les meves novel·les preferides. És la més pura forma de geografia i de storytelling. Conrad no es repeteix mai, s'enfonsa progressivament al més profund de l'ànima humana. | » |

- La Bíblia:

| « | Dunkerque parla d'un lloc molt particular que evoca clarament la Biblia. El maig de 1940, els anglesos són els jueus fugits d'Egipte i aturats davant el mar Roig. I en una civilització judeo-cristiana s'afegeix un nivell de mitologia molt fort. | » |

El 24 de maig de 2017, el British Film Institute descobreix la programació d'una retrospectiva titulada Christopher Nolan Presents - Films That Inspired The Director's New Release Dunkirk, proposada al BFI Southbank a Londres de l'1 al 31 de juliol de 2017. Aquests films, que han inspirat Dunkirk, han estat seleccionats pel mateix Christopher Nolan. Es tractava de All Quiet on the Western Front de Lewis Milestone (1930), Le Salaire de la peur de Henri-Georges Clouzot (1953), Alien de Ridley Scott (1979), Speed de Jan de Bont (1994), Unstoppable de Tony Scott (2010), Greed d'Erich von Stroheim (1924), Sunrise: A Song of Two Humans de Friedrich Wilhelm Murnau (1927), La filla de Ryan de David Lean (1970), La Battaglia di Algeri de Gillo Pontecorvo (1966), Carros de foc de Hugh Hudson (1981) i Enviat especial de Alfred Hitchcock (1940).
Christopher Nolan ha passat igualment projectat al seu equip, abans del rodatge, The Thin Red Line de Terrence Malick (1998). 
| « | L'hem projectat abans de fer Dunkerque, però el paral·lelisme no és pas pertinent, llevat del intemporalitat de l'estil, de la seva textura mateixa. Sembla molt contemporani, ja que parla de la Segona Guerra Mundial; volíem molt que aquesta dimensió aparegués a la textura del film | » |

, explica el cineasta.

#### Joshua Levine, escriptor
Christopher Nolan ha estat aconsellat, en el pla històric, per l'escriptor i productor de televisió britànica Joshua Levine, autor del llibre Forgotten Voices of Dunkirk, constituït de testimoniatges de veterans de la Batalla de Dunkerque. Aquesta obra ha portat Emma Thomas i el cineasta a interessar-se en aquesta història.
Joshua Levine ha publicat el 27 de juny de 2017 un nou llibre, lligat a l'estrena del film, titulat Dunkirk: The History behind the Major Motion Picture, incluent una llarga entrevista amb el cineasta.

#### Els veterans de l'Operació Dynamo
Durant la preparació del film, Christopher Nolan i Joshua Levine han trobat diversos veterans de l'evacuació de Dunkerque, entre els quals Harold "Vic" Viner. Jove oficial de la Royal Navy, amb 23 anys l'any 1940, va treballar durant prop d'una setmana com "beach master", a Bray-Dunes, sota les ordres del capità William Tennant, per organitzar el reembarcament de les tropes. El seu germà gran, Albert Viner, llavors amb 25 anys, va morir amb uns 300 homes, a bord del Crested Eagle, un paddle steamer requisat per a l'evacuació. Vic Viner va morir el 29 de setembre de 2016, a l'edat de 99 anys, sense haver pogut veure el film. L'escena del soldat desesperat traient-se les seves coses per tirar-se al mar - visible des dels primers tràilers de Dunkerque - està directament inspirada en els seus records de l'operació Dynamo,.
| « | El nombre de morts sota els bombardejos... cap xifra no ha estat realment donada, no són segurs. I hi ha hagut altra cosa: els suïcidis | » |

, contava al llibre Dunkirk: From Disaster to Deliverance - Testimonies of the Last Survivors de Sinclair McKay.
| « | Caminaven simplement cap al mar. No se sent parlar d'això avui. Tiraven els seus fusells - quan tenien encara armes - es treien les motxilles i caminaven cap al mar. (...) Ha passat algunes vegades. Al meu sector, avaluaria en una quinzena els que van marxar així, caminant. | » |

| « | Els veterans tenen interpretacions variades del significat de l'esperit de Dunkerque. S'ha trobat veterans que pensen que això s'aplica als Little Ships que van arribar per ajudar. D'altres pensen que això s'aplica més específicament als homes qui han mantingut el perímetre per permetre als altres escapar-se. I altres per a qui això només era propaganda, simplement | » |

, explica Christopher Nolan.

### Rebuda crítica
Segons Rotten Tomatoes, Dunkerque recull un 92% de parers positius sobre un total de 341 crítiques. Metacritic li atribueix la nota de 94 sobre 100 a partir de 52 crítiques. A França, el lloc Allociné li dona una nota de 4,1 sobre 5 segons 25 crítics de premsa.
Per a Alexandre Buyukodabas dels Inrocks, Nolan signa amb Dunkerque
| « | el seu film més precís, el més depurat i el més intens | » |

. A L'Obs, François Forestal lloa una 
| « | bonica epopeia impressionista, a altura d'home | » |

. A Le Monde, Jacques Mandelbaum saluda un film espectacular, aconseguint transmetre un sentiment de terror a través de la narració i el muntatge, però estima que la visió parcel·lada del film desemboca a emmascarar la complexitat de l'operació Dynamo, sobretot la contribució de les forces franceses. El mateix pensa en Geoffroy Caillet de Le Figaro per a qui 
| « | el focus escollit per Nolan és tan estret que no permet comprendre més l'episodi històric que una càmera GoPro instal·lada sobre el cavall de Napoleó no ens hauria informat eficaçment sobre Waterloo | » |

. A Libération, Didier Péron i Olivier Lamm subratllen 
| « | alguns quadres de camp de batalla entre els més subjuguants mai vistos al cinema | » |

 però reprotxen a Nolan d' 
| « | ometre formular la més ínfima història humana o moral sobre un episodi fundador de la història europea | » |

.

## Recepció

### Taquilla
Dunkerque va generar uns ingressos en taquilla de $188.4 milions de dòlars als Estats Units i el Canadà, i un total de $337.2 milions de dòlars en altres països, deixant un total mundial de $525.6 milions de dòlars. El pressupost havia estat de $100 milions de dòlars. Globalment, és la pel·lícula sobre la Segona Guerra Mundial que ha recaptat més ingressos, sense tenir en compte la inflació, superant als $481.8 milions de dòlars de Saving Private Ryan.
Als Estats Units i al Canadà, els ingressos de la primera setmana varien entre el publicat per Variety ($30–40 milions de dòlars), i Deadline.com ($35 milions de dòlars), mentre que BoxOffice havia especulat amb una primera setmana que arribaria als $55 milions, i IndieWire, que parlava de 50 milions de dòlars i 500 milions de dòlars a tot el món. Dunkerque va aconseguir 19,8 milions de dòlars el seu primer dia, inclosos els 5,5 milions de dòlars generats en preestrenes. Va acabar en primera posició en taquilla amb 50,1 milions de dòlars, essent la tercera millor estrena d'una pel·lícula sobre la Segona Guerra Mundial (després de Captain America: The First Avenger, $62.1 milions, i Pearl Harbor, $59.1 milions), així com la quarta de la carrera de Nolan. Durant la segona setmana, va recaptar $26.6 milions (un augment del 44.3%), derrotant la recentment estrenada The Emoji Movie al primer lloc. La pel·lícula va aconseguir $17.1 milions de dòlars durant la tercera setmana, quedant per darrere de l'estrenada The Dark Tower ($19.2 milions), i va tornar a quedar segona en la seva quarta setmana, aquest cop per darrere d'Annabelle: Creation, amb 10.9 milions de dòlars.
La pel·lícula es va estrenar a França el 19 de juliol de 2017, aconseguint uns ingressos de $2.2 milions de dòlars el primer dia. Es va estrenar en set mercats diferents l'endemà, aconseguint $6.3 milions de dòlars addicionals, i arribant a 46 països més el 21 de juliol, recaptant $12.7 milions d'uns 10.000 cinemes més, incloent els $3.7 milions recaptats al Regne Unit. El debut internacional va suposar $55.4 milions de dòlars, inclosos $4.9 milions a França, $12.4 milions al Regne Unit, i $10.3 milions a Corea. La pel·lícula es va mantenir en primera posició al Regne Unit durant cinc setmanes consecutives. Es va estrenar a la Xina l'1 de setembre, en primera posició, recaptant $30 milions de dòlars durant el seu primer cap de setmana. La seva estrena al Japó va comportar uns ingressos de $2.9 mililons de dòlars en 444 pantalles.

### Crítica
Dunkerque va rebre molts elogis pel seu guió, per la direcció, pel conjunt musical i per la fotografia. Alguns crítics van considerar-la la millor pel·lícula de Nolan fins al moment, així com una de les millors pel·lícules bèl·liques de tots els temps. A la pàgina Rotten Tomatoes, la ràtio d'aprovació se situa al 92%, basat en 372 crítiques, amb un resultat de 8.6/10. El consens crític de la pàgina diu: "Dunkerque projecte un espectacle satisfactòriament emocionant, presentat per un director i guionista en ple control de la seva nau, i portat a la vida per un repartiment talentós que fa honor a la història en què es basa." A Metacritic, la pel·lícula té una puntuació de 94/100 basada en 53 crítics, indicant que gaudeix d'"aclamació universal". Segons MRQE, té una puntuació de 85/100, basant-se en 127 crítics. Les preguntes a l'audiència de CinemaScore donen a la pel·lícula una puntuació de "A−" en una escala de A+ a F.
La majoria de crítics de prestigi, com Peter Bradshaw, Todd McCarthy, Peter Debruge, Manohla Dargis, Mick LaSalle o Robbie Collin van parlar molt bé de la pel·lícula. Diaris com The Economist esmentaven Dunkerque no només com una "pel·lícula destacable", sinó com un "nou clàssic". Richard Roeper parlava d'una de les millors pel·lícules de la dècada, i Chris Nashawaty deia que era la millor del 2017.
Peter Travers de Rolling Stone la va considerar "potser la millor pel·lícula bèl·lica de la història". Michael Medved també va destacar la pel·lícula, centrant-se en el treball de Hardy. Matt Zoller Seitz, Jacques Mandelbaum, Kevin Maher, i David Cox, en canvi, no van quedar convençuts amb la pel·lícula.

### Premis i nominacions
La pel·lícula va rebre nombrosos guardons i nominacions, com ara el premi a la millor edició als Critics' Choice Awards, vuit nominacions als premis BAFTA, tres nominacions als Globus d'Or, i vuit nominacions als Premis Oscar. A continuació segueix un llistat dels principals premis i nominacions:
- 2017 - American Film Institute[257]
- Millors deu pel·lícules de l'any
- 2017 - Chicago Film Critics Association[258][259]
  - millor director a Christopher Nolan
  - Nominació per la millor pel·lícula
  - Nominació pel millor muntatge per Lee Smith
  - Nominació per la millor banda sonora per Hans Zimmer
  - Nominació per la millor fotografia per Hoyte van Hoytema
  - Nominació per la millor direcció artística
- 2017 - Detroit Film Critics Society[260]
  - Nominació pel millor director a Christopher Nolan
- National Board of Review Awards 2017[261]
  - Millors deu pel·lícules de l'any

San Diego Film Critics Society Awards 2017
- - Nominació pel millor pel·lícula
  - Nominació pel millor director a Christopher Nolan
  - Nominació pel millor muntatge a Lee Smith
  - Nominació per la millor escenografia a Nathan Crowley
  - Nominació per la millor banda sonora
  - Nominació pels millors efectes especials
  - Nominació pel millor guió original a Christopher Nolan
- 2018 - AACTA International Awards[264]
  - AACTA al millor director internacional a Christopher Nolan
  - Nominació per l'AACTA a la millor pel·lícula internacional
  - Nominació per l'AACTA a la millor guió internacional
  - Nominació per l'AACTA al millor actor no protagonista internacional a Tom Hardy
- Premis BAFTA 2018 -[265]
  - Nominació pel BAFTA a la millor pel·lícula
  - Nominació pel BAFTA al millor director a Christopher Nolan
  - Nominació pel BAFTA a la millor banda sonora a Hans Zimmer
  - Nominació pel BAFTA a la millor fotografia a Hoyte Van Hoytema
  - Nominació pel BAFTA al millor muntatge a Lee Smith
  - Nominació pel BAFTA a la millor direcció artística a Nathan Crowley i Gary Fettis
  - Nominació pel BAFTA al millor so a Richard King, Gregg Landaker, Gary A. Rizzo i Mark Weingarten
  - Nominació pel BAFTA als millors efectes visuals a Scott Fisher i Andrew Jackson
- Premis Critics Choice[266]
  - Nominació pel Premi Critics Choice a la millor pel·lícula
  - Nominació pel Premi Critics Choice al millor repartiment coral
  - Nominació pel Premi Critics Choice al millor director per Christopher Nolan
  - Nominació per la millor escenografia a Nathan Crowley i Gary Fettis
  - Nominació pel millor muntatge a Lee Smith
  - Nominació pels Millors efectes especials
  - Nominació per la millor columna sonora a Hans Zimmer
- Globus d'Or del 2018[267]
  - Nominació pel Globus d'Or a la millor pel·lícula dramàtica
  - Nominació pel Globus d'Or al millor director a Christopher Nolan
  - Nominació pel Globus d'Or a la millor banda sonora a Hans Zimmer
- 2018 - Premi Producers Guild of America[268]
- Nominació pel Darryl F. Zanuck a la millor pel·lícula
- Premis Satellite 2018[269]
  - Nominació pel Premi Satellite a la millor pel·lícula
  - Nominació pel Premi Satellite al millor actor secundari per Mark Rylance
  - Nominació pel Premi Satellite al millor director per Christopher Nolan
  - Nominació pel Premi Satellite al millor guió original per Christopher Nolan
  - Nominació pel Premi Satellite a la millor fotografia per Hoyte van Hoytema
  - Nominació per la Premi Satellite a la millor banda sonora original per Hans Zimmer
  - Nominació pel Premi Satellite als millors efectes visuals
  - Nominació pel Premi Satellite al millor muntatge per Lee Smith
  - Nominació pel Premi Satellite a la millor direcció artística
  - Nominació pel Premi Satellite al millor vestuari per Jeffrey Kurland
  - Nominació pel Premi Satellite al millor so
- Premis Gaudí[270]
  - Premiada amb el Gaudí a la millor pel·lícula europea
- Premis Grammy[271]
  - Nominació pel Premi Grammy a la millor banda sonora per Hans Zimmer

## Aproximació històrica
La pel·lícula va destacar per la seva representació realista de l'evacuació històrica. Representa de manera acurada els pocs avions de la Royal Air Force que van combatre la Luftwafe al mar, que estaven limitats a una hora d'operacions a conseqüència de la capacitat dels seus dipòsits de combustible. El 1940, de fet, tant els destructors com els caces van ser retirats de la batalla, ja que la Royal Navy i les forces aèries havien de ser les úniques defenses en cas d'una invasió alemanya. També es va destacar la descripció acurada dels petits vaixells que van intentar evadir els atacs aèris, i com els soldats que tornaven a Anglaterra veien com la població civil era generalment inconscient o es trobava poc afectada per la guerra. Els oficials britànics, en un primer moment, van refusar evacuar soldats francesos, tot i que més tard Churchill va insistir amb què se'ls evacués juntament amb els soldats britànics. El realisme, en general, de la pel·lícula, va ser destacat pels veterans de Dunkerque, tot i que Branagh va dir que alguns pensaven que va ser "més sorollosa que la batalla".

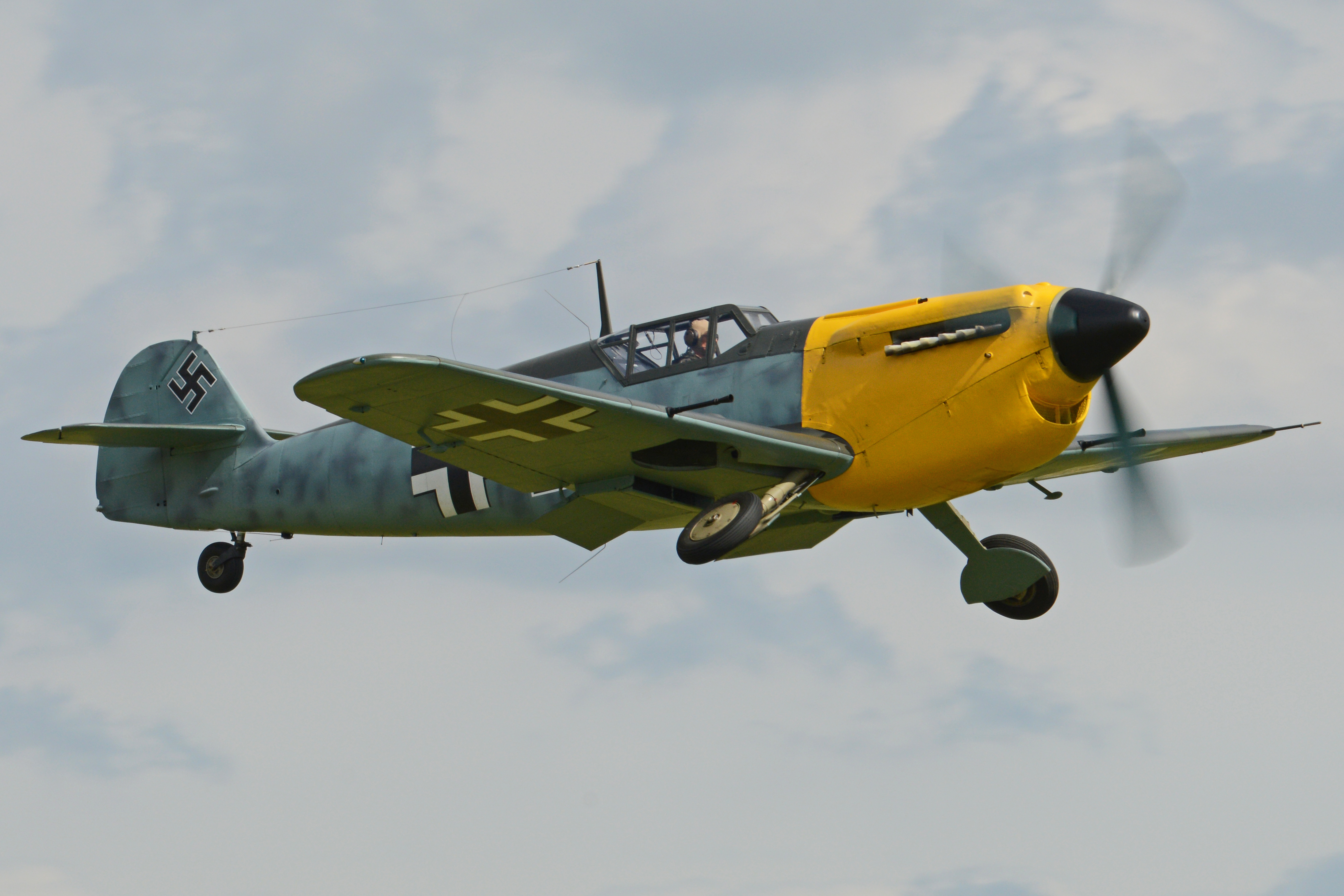
Hispano Buchon disfressat com un Bf 109E, portant temporalment un esquema cromàtic per la pel·lícula.

Tot i així, encara que alguns esdeveniments es basaven en fets històrics, els personatges i l'argument són ficticis. El personatge de Branagh està basat en diferents persones. Quan es van rodar les escenes de la platja, el temps climàtic era pitjor que durant l'evacuació; Nolan va explicar que això ajudava a explicar els perills que van haver de fer front els vaixells lúdics que hi van participar. En una escena, un oficial saluda sense portar el seu capell militar, fet que un veterà va mostrar com una falta de protocol. Els avions alemanys tenien el morro pintat de groc a la pel·lícula; aquesta característica no es va aplicar fins un mes després de Dunkerque. La participació de soldats francesos, africans i indis també es va limitar o es va eliminar del llargmetratge. Es van utilitzar imatges aèries actuals de la ciutat, quan en realitat estava pràcticament en ruïnes quan es va produir l'evacuació. El disseny de la propaganda llançada des dels avions era similar a la utilitzada el 1940, tot i que aquests no eren en color.